# Jurij Gagarin
Jurij Alekseevič Gagarin (in russo Юрий Алексеевич Гагарин?; Klušino, 9 marzo 1934 – Kiržač, 27 marzo 1968) è stato un cosmonauta, aviatore e politico sovietico, primo uomo a volare nello spazio, portando a termine con successo la propria missione il 12 aprile 1961 a bordo della Vostok 1 e segnando in tal modo una pietra miliare nella corsa allo spazio.
L'opinione pubblica mondiale ebbe un'impressione fortissima dalla prima missione umana nello spazio, percepita come l'inizio di una nuova epoca dell'umanità: l'era spaziale. Gagarin fu subito considerato il primo eroe dello spazio e divenne celebre in tutto il globo; ricevette numerosi riconoscimenti e medaglie, tra cui quella di Eroe dell'Unione Sovietica, la più alta onorificenza del suo paese.
La missione sulla Vostok 1 fu il suo unico volo spaziale, anche se in seguito venne nominato come cosmonauta di riserva nella missione Sojuz 1, conclusasi in tragedia al momento del rientro con la morte del suo amico Vladimir Komarov. Fu vicedirettore del Centro di addestramento cosmonauti, che oggi porta il suo nome. Nel 1962 venne eletto membro del Soviet dell'Unione e poi nel Soviet delle Nazionalità, rispettivamente la camera bassa e la camera alta del Soviet Supremo dell'Unione Sovietica.
Jurij Gagarin morì a soli 34 anni nel 1968, durante un volo di addestramento, a seguito dello schianto del MiG-15 su cui si trovava a bordo con l'istruttore di volo Vladimir Serëgin; l'incidente avvenne nei pressi della città di Kiržač.

## Biografia
Jurij Gagarin nacque il 9 marzo 1934 a Klušino (un villaggio nell'oblast' di Smolensk, nell'allora Unione Sovietica). I suoi genitori lavoravano in una di quelle fattorie collettive che erano sorte in Russia sul finire della rivoluzione del 1917; il padre Aleksej Ivanovič Gagarin faceva il falegname, mentre la madre Anna Timofeevna Gagarina era una contadina. Jurij era il terzo di quattro figli; suo fratello maggiore Valentin era nato nel 1924 e già all'età di dieci anni aiutava la famiglia seguendo il bestiame, mentre sua sorella Zoja, nata nel 1927, aiutava i genitori nel prendersi cura di "Jura" e del loro fratello minore Boris, nato nel 1936.
Come milioni di cittadini dell'Unione Sovietica, la famiglia Gagarin patì l'invasione nazista durante la Seconda guerra mondiale: Klušino venne occupata nel novembre 1941 durante l'avanzata su Mosca e un ufficiale nazista occupò la residenza dei Gagarin. Sul terreno dietro la loro casa, alla famiglia venne permesso di costruire una capanna di fango di circa 3 metri per 3, dove trascorsero ventuno mesi, fino alla fine della guerra. I suoi due fratelli più grandi furono deportati in Polonia dagli occupanti nel 1943, per essere impiegati in lavori forzati e non tornarono a casa fino a quando il conflitto non finì due anni più tardi. A guerra finita, nel 1946, la famiglia si trasferì a Gžatsk, dove Gagarin poté riprendere gli studi secondari. La città nel 1968 assunse il nome di Gagarin.

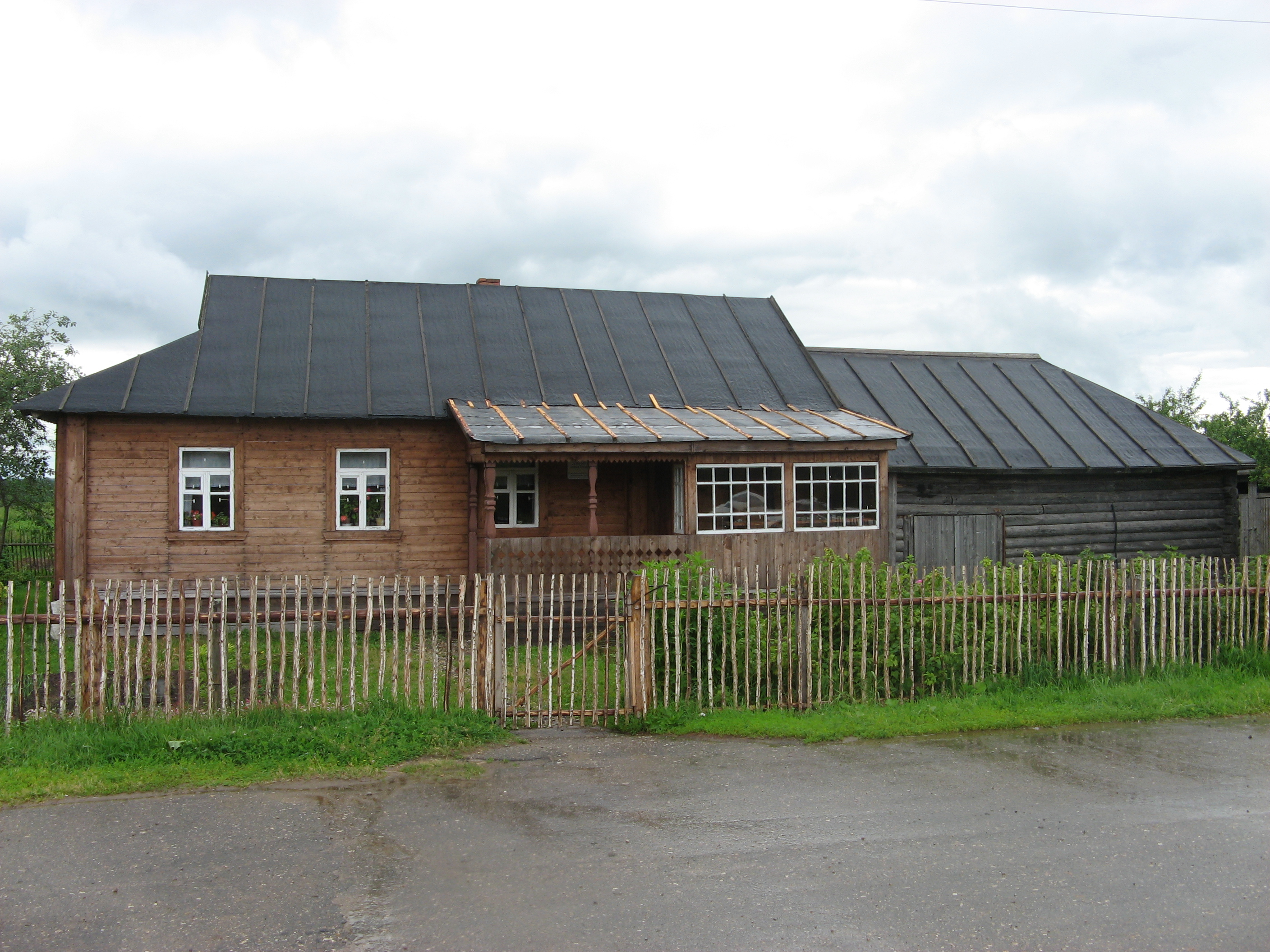
Ricostruzione della casa natale di Jurij Gagarin, a Klušino.
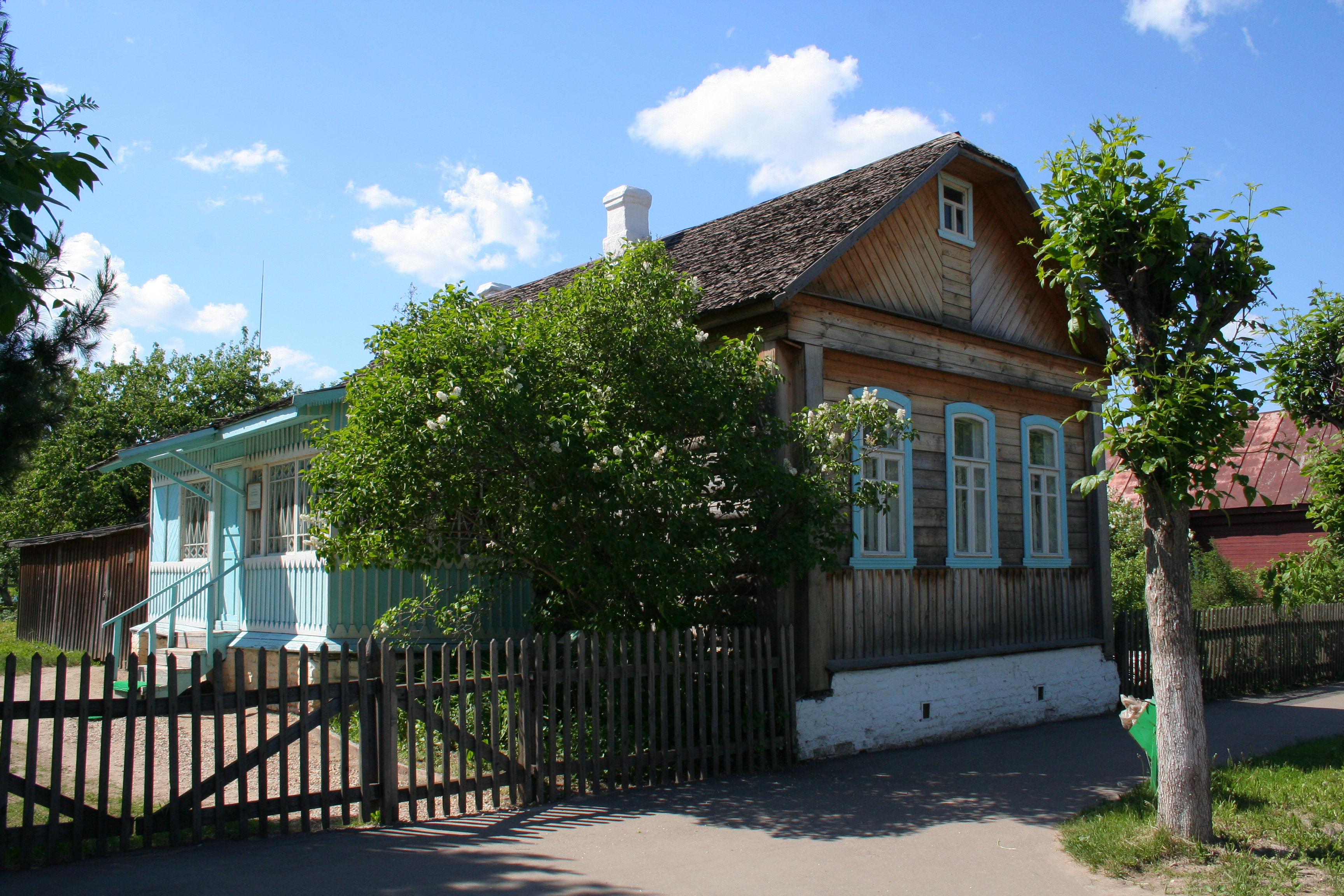
Casa di Gžatsk dove a dodici anni andò ad abitare la famiglia di Jurij Gagarin.
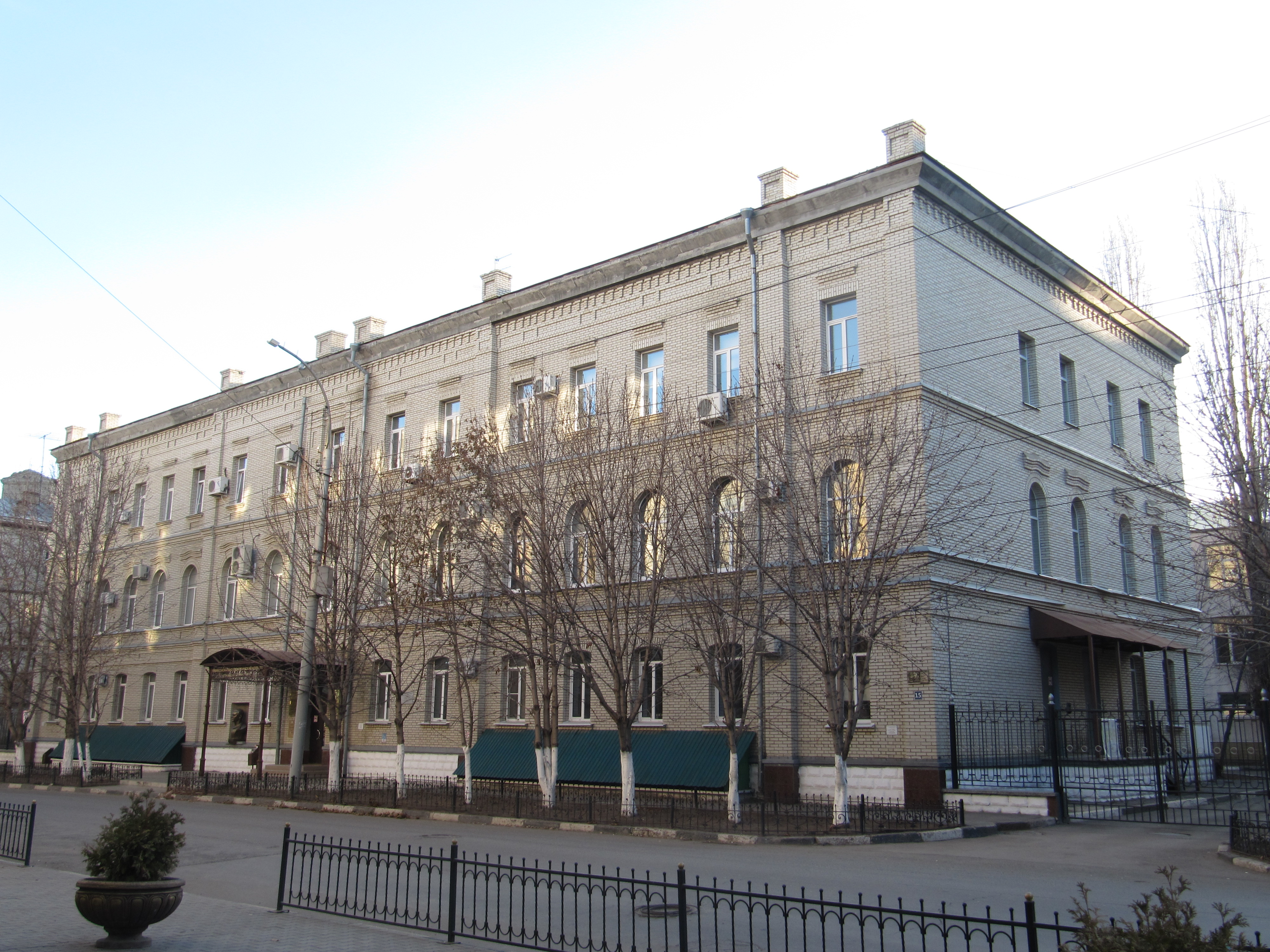
La "Scuola tecnica pedagogica industriale" di Saratov, in cui Gagarin studiò tra il 1951 e il 1955 e che nel 1969 è stata intitolata al suo più illustre studente.
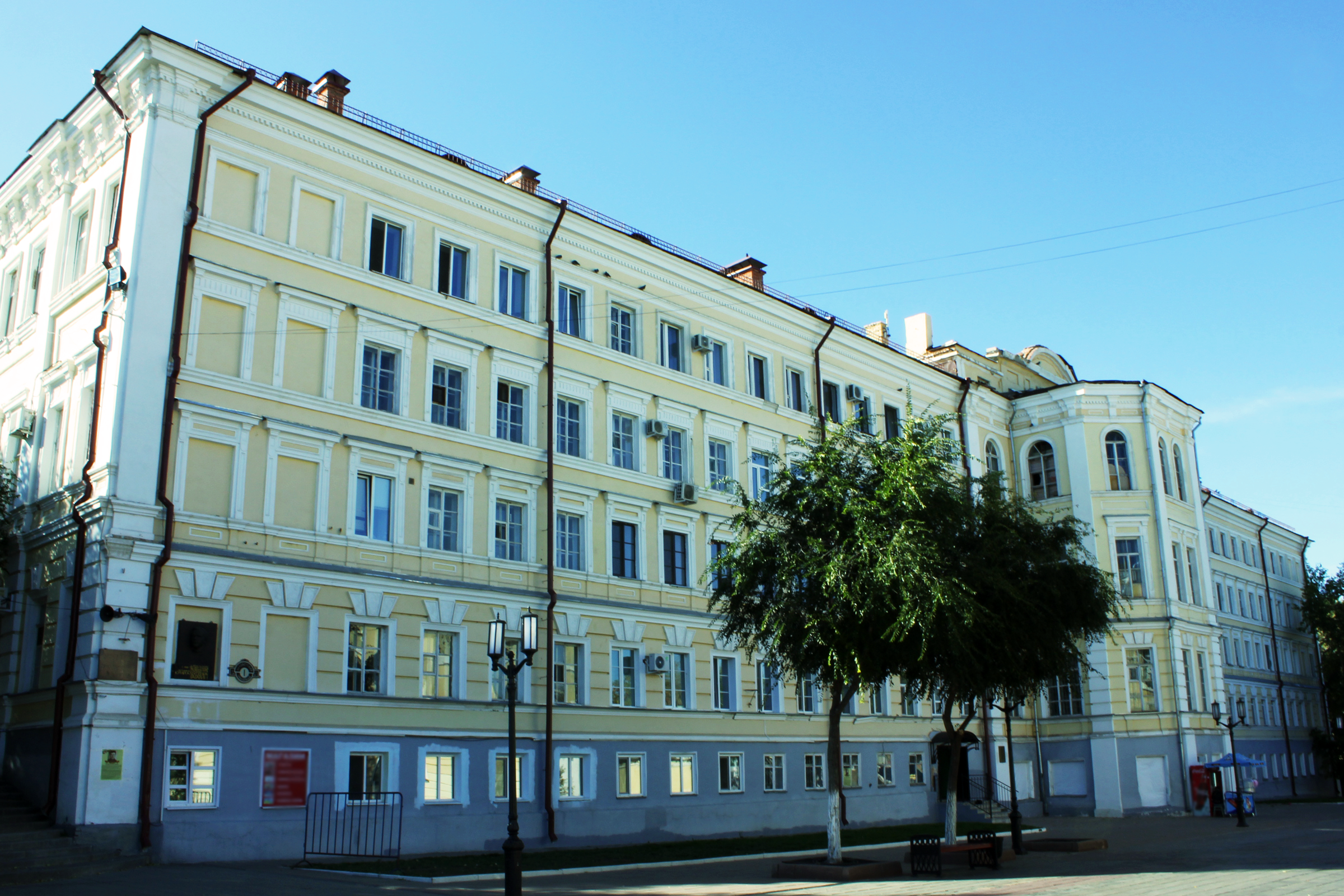
La "Scuola superiore per piloti della bandiera rossa dell'aviazione militare", ad Orenburg in cui Gagarin studiò nel 1955-1957 e si laureò.

Nel 1950 Gagarin iniziò un apprendistato come fonditore in un'acciaieria a Ljubercy, vicino a Mosca, e si iscrisse ad una scuola locale di "giovani lavoratori" per le lezioni serali di settima elementare. Si diplomò nel 1951, conseguendo sia alla settima elementare che alla scuola professionale il massimo dei voti in lavori di stampaggio e fonderia.

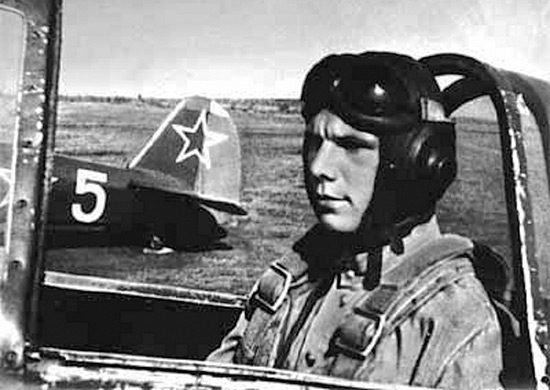
Jurij Gagarin alla Scuola tecnica pedagogica industriale di Saratov (1954-1955)

Dopo aver conseguito il diploma, venne selezionato per iscriversi all'istituto tecnico industriale di Saratov, dove studiò le macchine agricole e conseguì il diploma di metalmeccanico. Mentre si trovava a Saratov, Gagarin iniziò ad appassionarsi al volo; si iscrisse a un aeroclub della DOSAAF, dove nel fine settimana prendeva lezioni, iniziando a pilotare dapprima un biplano per poi passare ad uno Yak-18. Nel frattempo, per guadagnarsi da vivere, lavorava come marinaio sul fiume Volga.
Nel 1955 Gagarin fu accettato alla 1ª Scuola militare aeronautica per piloti "K.E. Vorošilov"  di Čkalov (città tornata a chiamarsi Orenburg nel 1957). All'inizio svolse il suo addestramento sullo Yak-18, che gli era già familiare, e in seguito, nel 1956, si qualificò per il pilotaggio del MiG-15.
Gagarin ebbe problemi per ben due volte nel far atterrare l'aereo da addestramento a due posti, rischiando l'espulsione dalla scuola; tuttavia il comandante del reggimento decise di dargli un'altra possibilità. L'istruttore di volo gli fornì un cuscino su cui sedersi, il che migliorò la sua visuale dall'abitacolo e così atterrò con successo. Dopo aver completato la sua valutazione su di un aereo da addestramento, Gagarin iniziò a volare da solo nel 1957.

### Servizio nell'aviazione navale sovietica
Il 5 novembre 1957, dopo aver accumulato 166 ore e 47 minuti di volo, Gagarin fu nominato tenente nelle forze aeree sovietiche. Il giorno successivo si diplomò alla scuola di volo e venne inviato all'aeroporto militare di Luostari, vicino al confine norvegese dell'oblast' di Murmansk, per un incarico di due anni nella flotta del Nord. Il 7 luglio 1959 venne classificato come pilota militare di terza classe. Dopo aver espresso interesse per l'esplorazione dello spazio in seguito al lancio di Luna 3 del 6 ottobre 1959, la sua raccomandazione al programma spaziale sovietico fu approvata e trasmessa dal tenente colonnello Babuškin. A questo punto, Gagarin aveva accumulato 265 ore di volo e il 6 novembre 1959 venne promosso al grado di primo tenente, tre settimane dopo essere stato intervistato da una commissione medica per la qualificazione al programma spaziale.

### Selezione e addestramento
Nell'estate del 1959, Gagarin affrontò la selezione per il programma Vostok, supervisionata da una commissione guidata dal maggiore generale Konstantin Fëdorovič Borodin, del servizio medico dell'esercito sovietico, e di cui facevano parte, tra gli altri, il colonnello Evgenij Anatol'evič Karpov, che sarebbe diventato il responsabile del centro di addestramento, e il colonnello Vladimir Jazdovskij, capo dei fisici che studiarono il volo di Gagarin. I candidati vennero sottoposti a test fisici e psicologici condotti presso un centro di ricerca di Mosca. La commissione limitò la selezione ai piloti con un'età fra i 25 e 30 anni. L'ingegnere capo del programma Sergej Pavlovič Korolëv impose anche che i candidati, per adattarsi allo spazio limitato nella capsula Vostok, dovessero pesare meno di 72 kg e non essere alti più di 1,70 m. Gagarin era alto 1,57 m.
Da un iniziale gruppo di 154 piloti qualificati, selezionati tra le loro unità della VVS, i medici militari scelsero 29 candidati cosmonauti, 20 dei quali vennero approvati dal governo sovietico. I primi dodici, incluso Gagarin, vennero accettati il 7 marzo 1960 e altri otto furono aggiunti in una serie di ordini successivi emessi fino a giugno. Gagarin iniziò ad addestrarsi all'aeroporto di Chodynka, nel centro di Mosca, il 15 marzo 1960. Il programma di addestramento includeva esercizi fisici vigorosi e ripetitivi che Aleksej Leonov, appartenente al primo gruppo di dodici, descrisse come affini all'allenamento per i Giochi Olimpici. Nell'aprile del 1960 iniziarono le prove con il paracadute nell'oblast' di Saratov e ciascuno degli aspiranti eseguì tra i 40 e i 50 lanci, sia da bassa che da alta quota, sia su terra che su acqua.

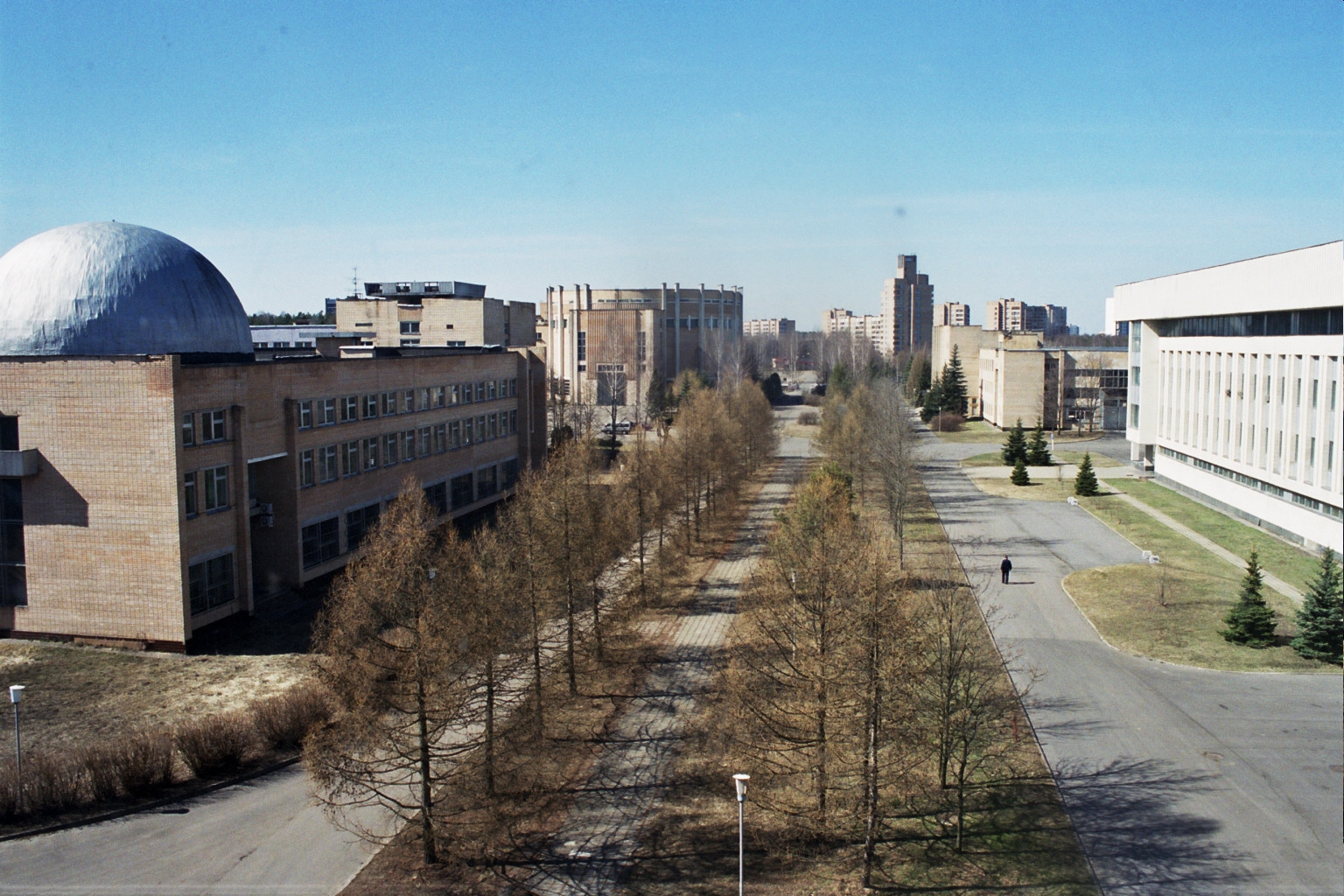
Una strada della Città delle Stelle, sede del Centro di addestramento per cosmonauti che ospitò Gagarin e i suoi compagni nelle ultime fasi di addestramento

Gagarin risultò il candidato preferito quando fu chiesto ai 20 prescelti di esprimere una valutazione anonima su chi avrebbe meritato di essere la prima scelta per la missione; tutti tranne tre lo scelsero. Uno di questi candidati, Evgenij Chrunov, riteneva che il compagno fosse molto concentrato e esigesse da se stesso e dagli altri quanto necessario. Il 30 maggio 1960 Gagarin venne scelto per far parte di un ristretto gruppo di sei persone che avrebbe seguito un percorso di addestramento accelerato dal quale sarebbe stato scelto il primo cosmonauta. Gli altri membri del gruppo erano Anatolij Kartašov, Andrijan Nikolaev, Pavel Popovič, German Titov e Valentin Varlamov. Tuttavia, Kartašov e Varlamov si infortunarono e quindi vennero sostituiti da Chrunov e Neljubov.. All'inizio del luglio 1960 il gruppo di cosmonauti continuò il suo addestramento nella Città delle Stelle (all'epoca nota come Città Verde), dove i cosmonauti hanno continuato ad addestrarsi nel nuovo Centro di addestramento per Cosmonauti, che nel 1965 fu intitolato a Gagarin. La Città delle Stelle si trova vicino a Ščëlkovo, nell'oblast' di Mosca.
Poiché molti dei candidati selezionati per il programma, tra cui Gagarin, non avevano titoli di studio superiori, erano stati iscritti a un programma di corsi per corrispondenza presso l'Accademia del genio militare aeronautico "N.E. Žukovskij". Gagarin s'iscrisse al programma nel settembre 1960 e non ottenne il diploma specialistico fino all'inizio del 1968. Gagarin fu anche sottoposto a esperimenti volti per testare la resistenza fisica e psicologica, inclusi i test di ipossia, rinchiudendo i cosmonauti in una stanza da cui veniva lentamente pompata fuori l'aria, e a test di tenuta psicologica. I test psicologici inclusero il soggiorno dei candidati in una camera anecoica in completo isolamento; Gagarin ci rimase dal 26 luglio al 5 agosto. Si addestrò per il volo imminente anche sperimentando forze g in una centrifuga. Nell'agosto del 1960 un medico dell'aeronautica sovietica valutò la sua personalità come segue:
Nel gennaio 1961 i sei prescelti furono nominati "piloti-cosmonauti" e iniziarono un ulteriore esame di due giorni capitanato dal sovraintendente del programma Vostok Nikolaj Kamanin. La commissione effettuò una simulazione all'interno di una riproduzione a grandezza naturale della capsula Vostok. Gagarin, Nikolaev, Popovič e Titov ottennero ottimi risultati. Gagarin fu il migliore nel successivo test scritto e fu chiamato con Titov e Neljubov a sostenere la preparazione finale per la missione. L'8 aprile Kamanin annunciò che Gagarin sarebbe stato il pilota principale e Titov la riserva. Lo storico Asif Siddiqi scrive della selezione finale:

### Vostok 1: primo uomo nello spazio
Prima della missione di Gagarin erano state già lanciate sette navicelle spaziali sovietiche, ma senza equipaggio a bordo; di queste, solo tre erano tornate sulla Terra, mentre le altre si erano disintegrate nello spazio. Su questi veicoli spaziali erano stati posti dei fantocci con sembianze umane, chiamati convenzionalmente Ivan Ivanovič (come dire "Mario Rossi"): solo tre Ivan Ivanovič erano tornati quindi sulla Terra. Gagarin di conseguenza sapeva che le probabilità di morire erano più alte rispetto a quelle di sopravvivere: nonostante ciò, la mattina del 12 aprile 1961, giorno della sua storica missione, appariva come sempre gioioso e tranquillo.
Il lancio fu effettuato dal cosmodromo di Bajkonur. Poco prima del volo, l'allora maggiore Jurij Gagarin lanciò un messaggio all'Unione Sovietica e a tutto il mondo:
(Jurij Gagarin)

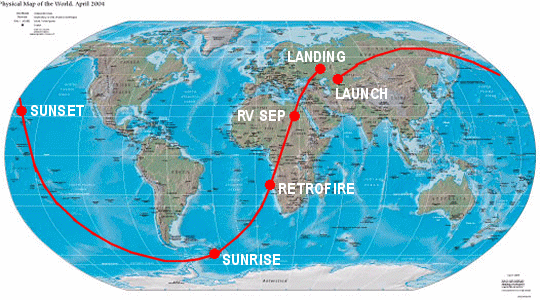
La traiettoria seguita da Vostok 1
Legenda
- launch = decollo
- sunset = tramonto
- sunrise = alba
- landing = atterraggio

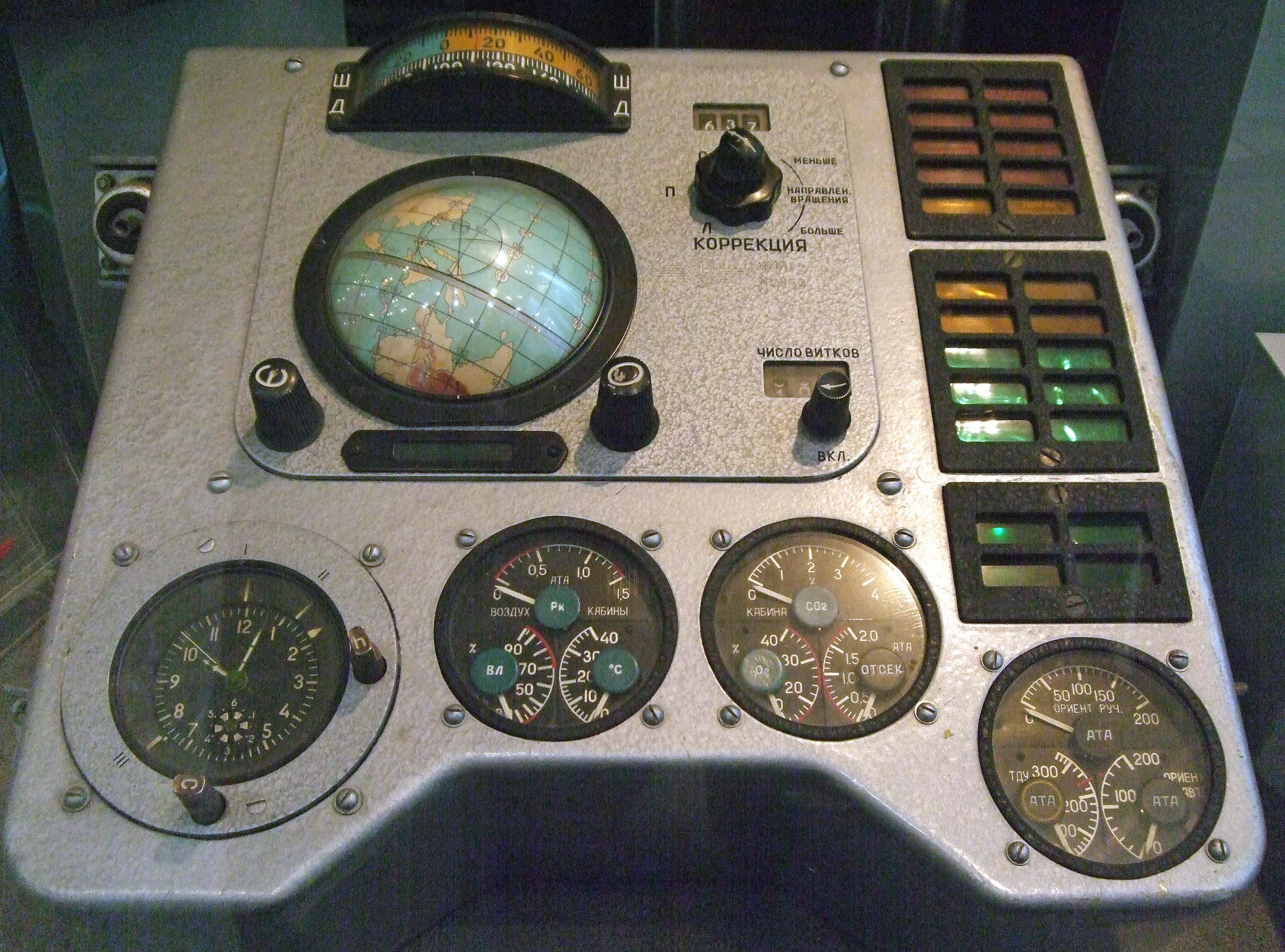
Pannello di controllo di Vostok 1, al Центральный Музей Вооружённых Сил ("Museo Centrale delle Forze Armate"), Mosca

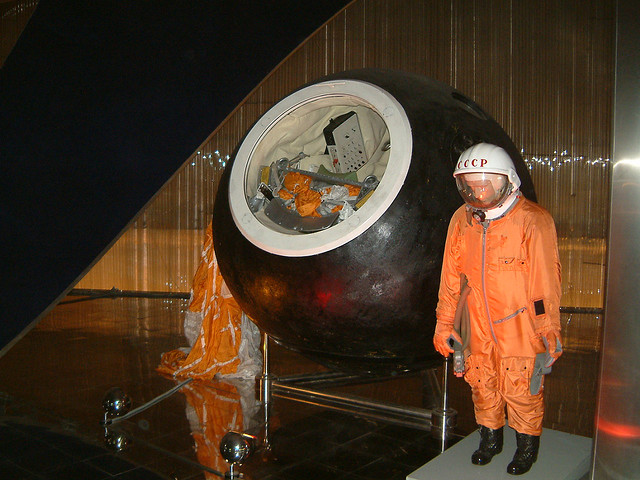
Una riproduzione dell'abitacolo di Vostok 1 e della tuta spaziale indossata da Gagarin, esposti al Museo della cosmonautica di Mosca

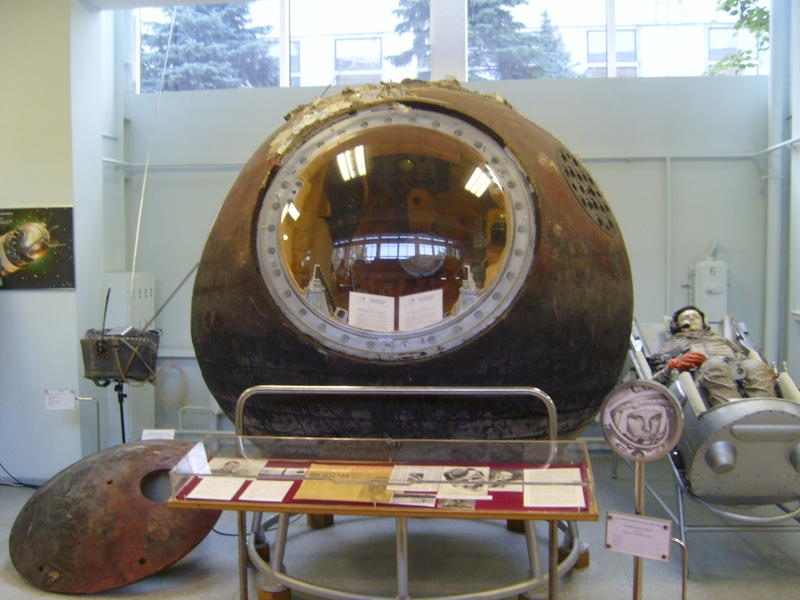
La capsula di Vostok 1 utilizzata da Gagarin, esposta al Музей космической техники ("Museo della tecnologia spaziale") nei dintorni di Mosca

Il volo cominciò il 12 aprile 1961, alle ore 9:07 di Mosca, all'interno della navicella Vostok 1 (Oriente 1), del peso di 4,7 tonnellate. Per tale missione Gagarin aveva scelto il nominativo кедр ("kedr", cedro), usato durante il collegamento via radio. Di seguito un frammento delle comunicazioni intercorse tra sala di controllo:
Гагарин: Поехали!
[...]
Королёв:Мы все желаем вам доброго полета. Все нормально?
Gagarin: Andiamo!
[...]
Korolëv: Ti auguriamo tutti un buon volo. Va tutto bene?
Gagarin: Grazie. Arrivederci. A presto, cari amici. Arrivederci! Alla prossima volta.»
Il saluto di Gagarin a Korolëv, in cui utilizzò la parola informale Poéchali (Поехали! - pronuncia "Pojéchali", "Andiamo!") successivamente divenne nel blocco orientale un'espressione comune che fu utilizzata per riferirsi all'inizio dell'era spaziale.. Secondo il protocollo stabilito, al posto di Poéchali (Andiamo!), avrebbe dovuto pronunciare la frase Ekipàž, ja vzletàju! (Экипаж, я взлетаю! - "Equipaggio, sto decollando!"); Poéchali era invece la parola che di solito diceva al suo istruttore di volo quando decollava in aereo da solo, perché non capiva che senso avesse rivolgersi ad un equipaggio quando a bordo c'era solo lui.
Su suggerimento di Korolëv, la notizia del volo spaziale fu resa pubblica subito dopo il lancio: alle 10:02 ora di Mosca, l'agenzia di stampa Tass comunicò l'inizio del primo volo con equipaggio umano nello spazio. La notizia fece rapidamente il giro del mondo e la stragrande maggioranza dei cittadini dell'Unione Sovietica si attaccò alla radio; i giornali andarono rapidamente esauriti e una folla si radunò nel centro di Mosca, inneggiando al primo cosmonauta. Korolëv aveva deciso di rendere pubblica la notizia del lancio perché la comunicazione radio dell'astronave potesse essere rilevata all'estero, confermando così che il volo spaziale era realmente avvenuto, mentre nel caso opposto sarebbe stato difficile dimostrarlo. La diffusione immediata del successo del decollo di Gagarin per lo spazio confuta l'ipotesi che qualche cosmonauta lo avesse preceduto e che ciò non fosse stato rivelato pubblicamente perché queste ipotetiche missioni non avrebbero avuto esito positivo: se il governo sovietico avesse voluto tenere segrete le missioni spaziali e comunicarle solo in caso di successo, la stessa cosa sarebbe stata fatta anche nel caso di Gagarin.
I cinque motori del primo stadio si accesero fino a quando vi fu la prima separazione, che comportò l'espulsione dei quattro razzi laterali, lasciando solo il motore centrale. Successivamente, lo stadio centrale si separò mentre il razzo si trovava in una traiettoria suborbitale e con lo stadio superiore che lo spingeva verso un'orbita geocentrica. Una volta terminata la fase di propulsione, lo stadio superiore si separò dal veicolo spaziale, il quale rimase in orbita geocentrica per 108 minuti completando un'intera orbita ellittica attorno alla Terra, raggiungendo un'altitudine massima (apogeo) di 302 km e una minima (perigeo) di 175 km, viaggiando a una velocità di 27400 km/h. Durante il volo, con un ordine speciale, Gagarin venne promosso a pilota militare di prima classe con il grado di maggiore.
Gagarin, il primo uomo a vedere la Terra dallo spazio, osservandola disse:
La frase venne poi riassunta così:
Queste parole di Gagarin restarono nella memoria collettiva e sono all'origine dell'epiteto "pianeta azzurro" con il quale spesso è definita la Terra.
A Gagarin, a partire dall'inizio del XXI secolo, vengono attribuite anche queste parole: "Da quassù la Terra è bellissima, senza frontiere né confini" («Отсюда сверху Земля прекрасна, без пределов и границ»).
Durante la missione, il controllo della navicella spaziale era gestito da un computer a terra: i comandi di bordo erano bloccati, ma attivabili in caso di necessità agendo su un’apposita chiave. Completata l'orbita, la capsula frenò la sua corsa, accendendo i retrorazzi in modo da consentire il rientro nell'atmosfera terrestre pianificato per effettuarsi in Kazakistan. Gagarin divenne così il primo umano ad orbitare attorno alla Terra.
Quando si trovava oramai a circa 7 000 metri da terra, Gagarin venne espulso dall'abitacolo grazie ad un seggiolino eiettabile e iniziò la discesa in paracadute verso terra. Nei resoconti ufficiali si affermò che era invece atterrato all'interno della capsula, per conformarsi alle regole internazionali sui primati di quota raggiunta in volo, un'omissione che divenne evidente dopo il successivo volo di Titov su Vostok 2 quattro mesi dopo. Tuttavia, tali regole vennero modificate e Gagarin continua ad essere riconosciuto a livello internazionale come il primo umano nello spazio e il primo a orbitare attorno alla Terra.
Il volo terminò alle 10:55, ora di Mosca, in un campo a sud della città di Engels (oblast' di Saratov), su un'ansa del Volga, qualche centinaio di chilometri più a ovest rispetto al sito pianificato di rientro.
Le prime persone che Gagarin incontrò di ritorno dallo spazio furono la contadina Anna Taktarova e sua nipote di sei anni, che stavano lavorando nei campi; furono un po' spaventate, vedendo quell'uomo con la tuta spaziale arancione. Sopraggiunsero subito altre persone. La donna chiese: "Davvero vieni dal cosmo?". Gagarin rispose: "Immagina: proprio da lì!". Al che tutti lo riconobbero, gridando "Jurij Gagarin! Jurij Gagarin!"
Secondo il primo astronauta italiano, Franco Malerba, «L'ingrediente fondamentale nella missione di Gagarin è stato il coraggio. Non poteva avere molte certezze sul successo del suo volo, perché le incognite in quelle circostanze erano altissime [...] Al tempo di Gagarin non si sapeva ancora come il corpo umano si sarebbe comportato, ammesso che fosse arrivato sano e salvo in orbita in condizioni di assenza di peso, e quali scompensi avrebbe potuto produrre questa situazione».

### Dopo il volo del Vostok 1
Il volo di Vostok 1 fu un trionfo per il programma spaziale sovietico e Gagarin divenne un eroe nazionale, nonché una celebrità mondiale. I giornali di tutto il mondo pubblicarono la sua biografia e i dettagli della sua missione. In occasione delle celebrazioni per il suo ritorno, venne scortato in un lungo corteo da funzionari di alto rango per le strade di Mosca fino a giungere al Cremlino dove, in una sontuosa cerimonia, Nikita Chruščëv gli conferì il titolo di Eroe dell'Unione Sovietica. Ulteriori manifestazioni di giubilo di massa si tennero in altre città dell'Unione.
Gagarin si guadagnò la reputazione di abile personaggio pubblico e venne notato anche per il suo sorriso carismatico. Il 15 aprile 1961, accompagnato da funzionari dell'Accademia sovietica delle scienze, rispose ad alcune domande in una conferenza stampa a Mosca davanti, a quanto riferito, a 1 000 giornalisti. Tre mesi dopo il ritorno sulla Terra, Gagarin si recò nel Regno Unito, visitando Londra e Manchester. Successivamente Gagarin intraprese un lungo viaggio all'estero, accettando l'invito di circa 30 paesi. Nei primi quattro mesi visitò Brasile, Bulgaria, Canada, Cuba, Cecoslovacchia, Finlandia, Ungheria e Islanda. Per via della sua fama in continua ascesa, il presidente degli Stati Uniti d'America John Kennedy vietò che visitasse gli Stati Uniti d'America.

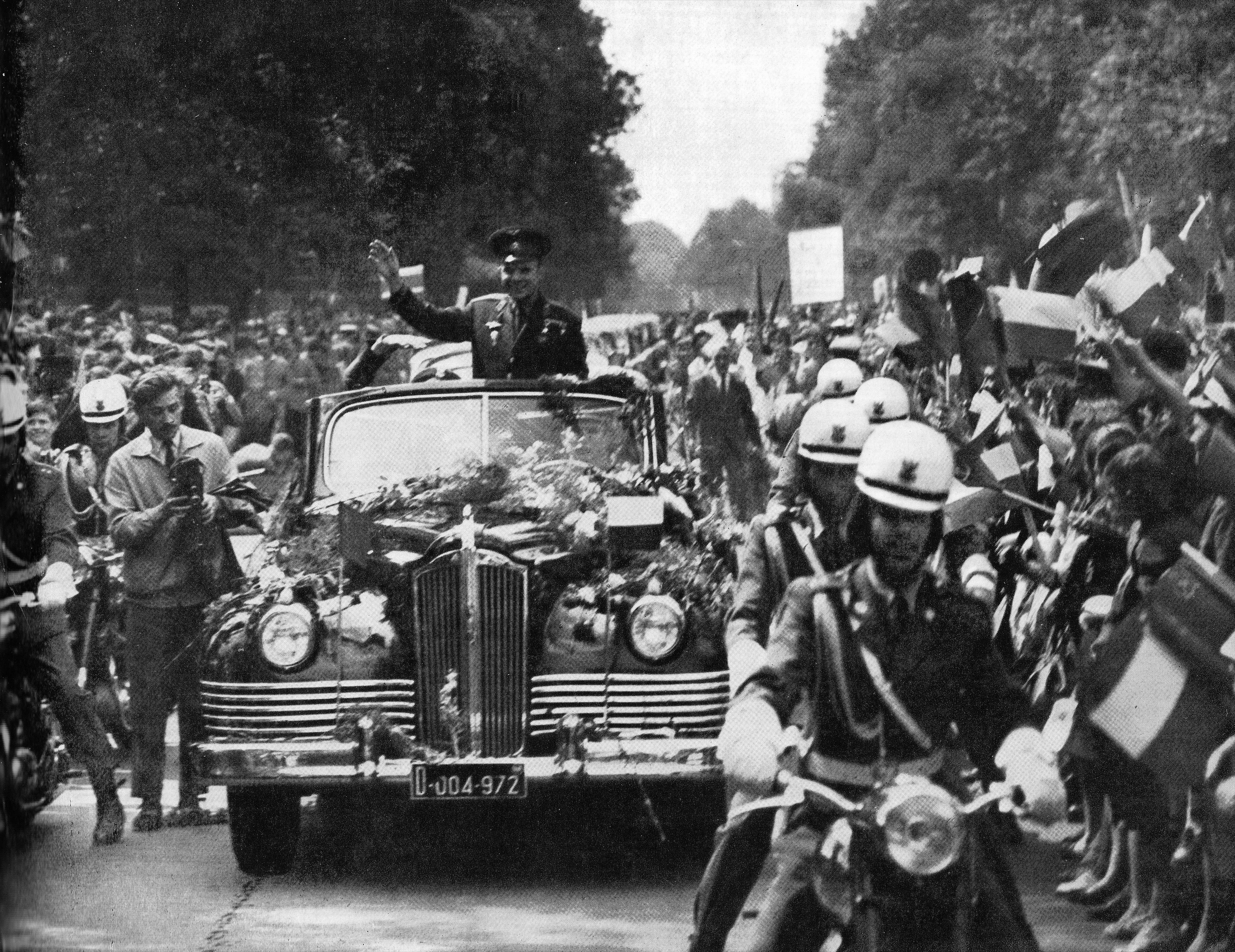
Gagarin a Varsavia

Nel 1962, Gagarin prese parte al Soviet dell'Unione e venne eletto nel Comitato Centrale del Komsomol. Successivamente fece ritorno alla “Città delle Stelle”, il luogo di addestramento dei cosmonauti, dove si occupò della progettazione di un veicolo spaziale riutilizzabile. Il 12 giugno 1962 divenne tenente colonnello delle Forze aeree sovietiche e il 6 novembre dell'anno successivo fu promosso al grado di colonnello. Il 20 dicembre, Gagarin divenne vicedirettore della struttura di addestramento per i cosmonauti. Funzionari sovietici, incluso Nikolaj Kamanin, cercarono di tenere Gagarin lontano da qualsiasi volo spaziale, preoccupati di perdere il loro eroe in un incidente notando che era "troppo caro all'umanità per rischiare la vita per un normale volo spaziale". Kamanin era anche preoccupato per l'eccessiva assunzione di bevande alcoliche da parte di Gagarin, ritenendo che l'improvvisa celebrità lo avesse messo a dura prova. Nonostante i conoscenti affermassero che Gagarin fosse un "bevitore sensibile", il suo programma di viaggi e rappresentanza lo metteva in situazioni sociali in cui si trovava a bere sempre di più alcolici.

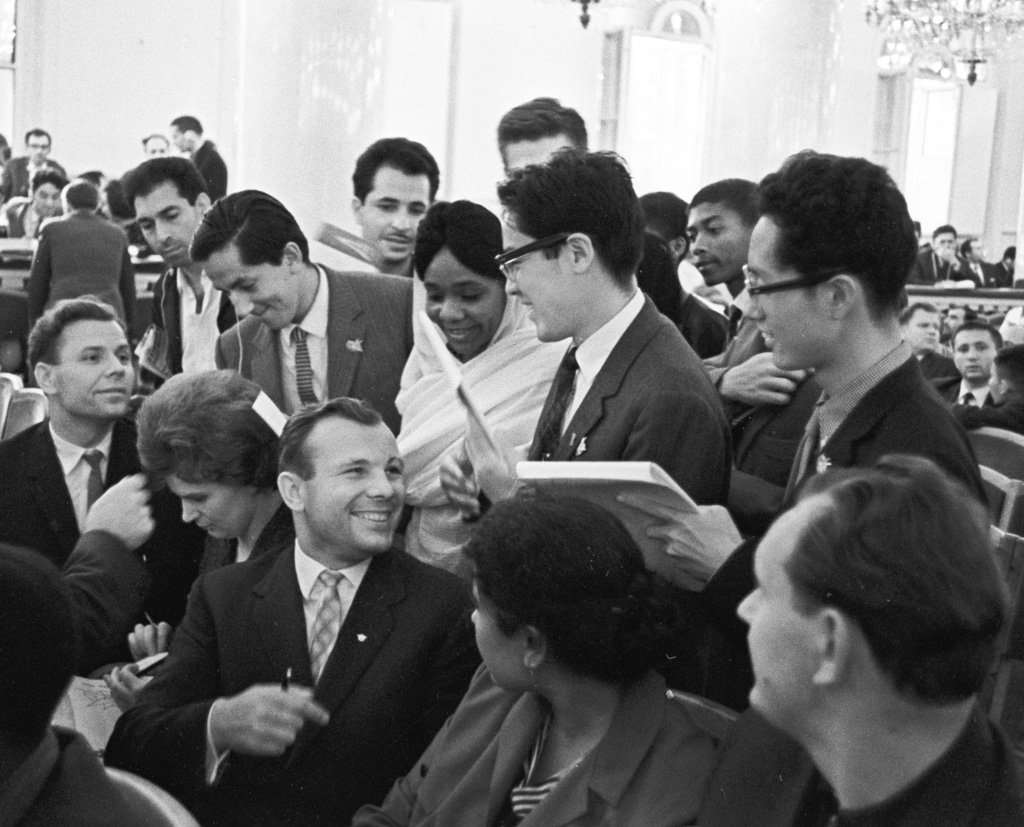
Gagarin con Valentina Tereškova, seduta alla sua sinistra

Due anni dopo, venne rieletto deputato dell'Unione Sovietica, ma questa volta al Soviet delle nazionalità, la camera alta. L'anno seguente, iniziò a riqualificarsi come pilota da combattimento e fu nominato pilota di riserva del suo amico Vladimir Komarov per la missione Sojuz 1. Kamanin si era opposto alla riassegnazione di Gagarin per una missione spaziale in quanto, dopo cinque anni lontano dall'addestramento, si riteneva che le sue abilità di volo si fossero deteriorate. Nonostante ciò, rimase un candidato alla missione Sojuz 1 fino a quando venne sostituito da Komarov nell'aprile 1966 e riassegnato alla Sojuz 3.

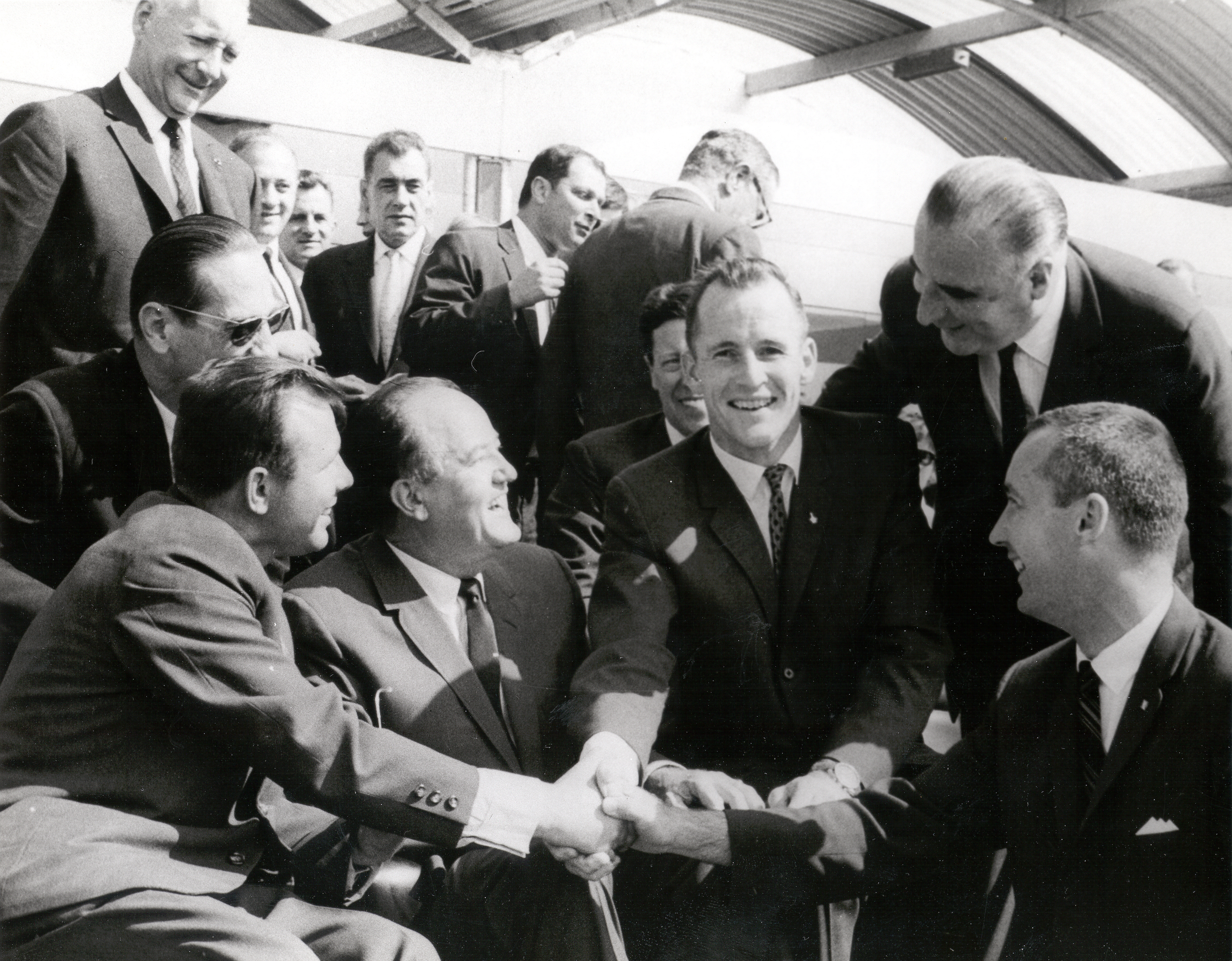
Gagarin con il vicepresidente degli Stati Uniti d'America Hubert Humphrey, con il primo ministro francese Georges Pompidou e gli astronauti di Gemini 4 nel 1965 al Paris Air Show

A causa di implicite pressioni politiche, il lancio di Sojuz 1 venne affrettato, nonostante le proteste di Gagarin il quale riteneva che fossero necessarie ulteriori misure di sicurezza. Gagarin accompagnò Komarov sulla rampa di lancio prima del decollo e trasmise al collega, dal centro di controllo di terra, le istruzioni per tentare di risolvere i molteplici guasti del sistema che si stavano presentando a bordo del veicolo spaziale. Nonostante i loro sforzi, la Sojuz 1 rientrò a Terra senza che i suoi paracadute si aprissero, uccidendo Komarov all'istante. Dopo l'incidente della Sojuz 1, a Gagarin fu definitivamente vietato l'addestramento e la partecipazione ad ulteriori voli spaziali. Venne anche temporaneamente sospeso dai voli per concentrarsi sugli studi accademici con la promessa che in futuro gli sarebbe stato concesso di riprendere l'addestramento in volo. Il 17 febbraio 1968, Gagarin discusse la sua tesi in ingegneria aerospaziale sulla configurazione aerodinamica degli aeroplani e si laureò con lode all'Accademia del genio militare aeronautico "N.E. Žukovskij".

### Vita privata

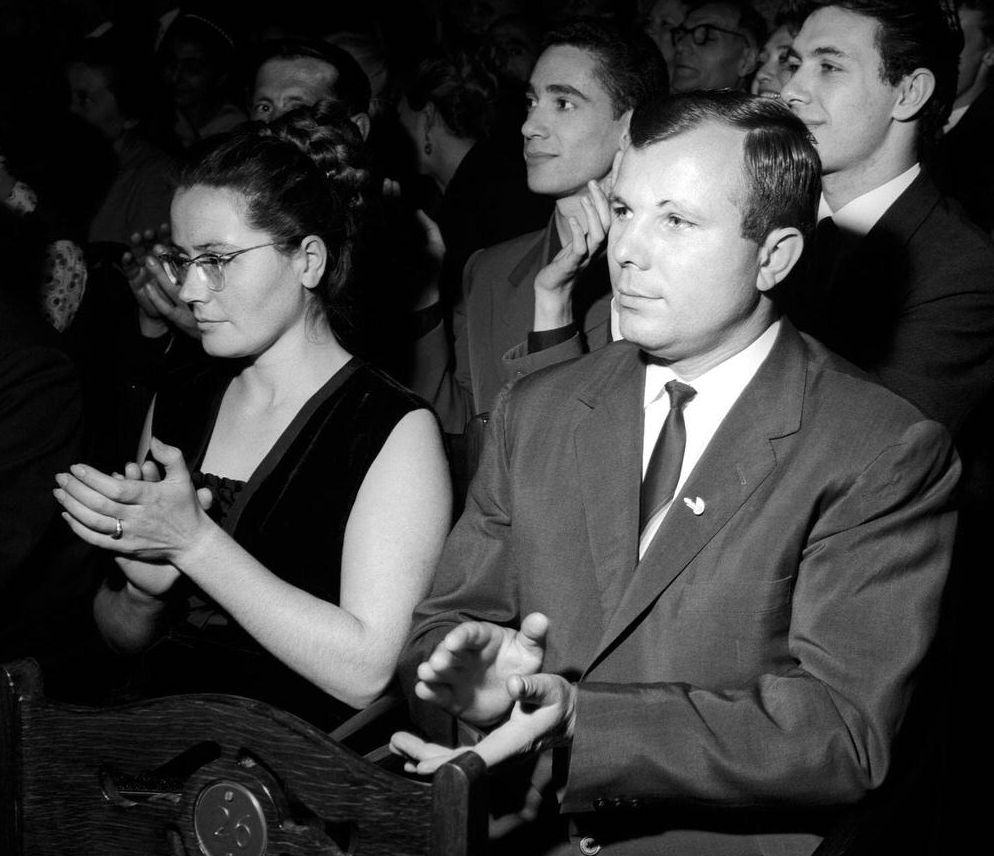
Gagarin con la moglie Valentina Gorjačeva ad un concerto nel 1964

Gagarin era uno sportivo appassionato e giocava a hockey su ghiaccio nel ruolo di portiere. Era anche appassionato di basket e ha allenato la squadra della scuola tecnica industriale di Saratov, oltre ad arbitrare.
Nel 1957, mentre era un cadetto nella scuola di volo, Gagarin incontrò Valentina Gorjačeva, un tecnico medico laureata alla scuola medica di Orenburg. L'incontro avvenne nella Piazza Rossa di Mosca, in occasione delle celebrazioni del Primo Maggio. La coppia si sposò il 7 novembre dello stesso anno, lo stesso giorno in cui Gagarin si diplomò nella scuola di volo; Gagarin e la Gorjačeva ebbero due figlie: Elena, nata nel 1959, e Galina, nata nel 1961. Elena Jur'evna Gagarina, è una storica dell'arte che dal 2001 ha ricoperto la carica di direttore generale dei Musei del Cremlino di Mosca, mentre Galina Jur'evna Gagarina è diventata docente di economia presso l'Università russa di economia Plechanov.

#### Credenze religiose

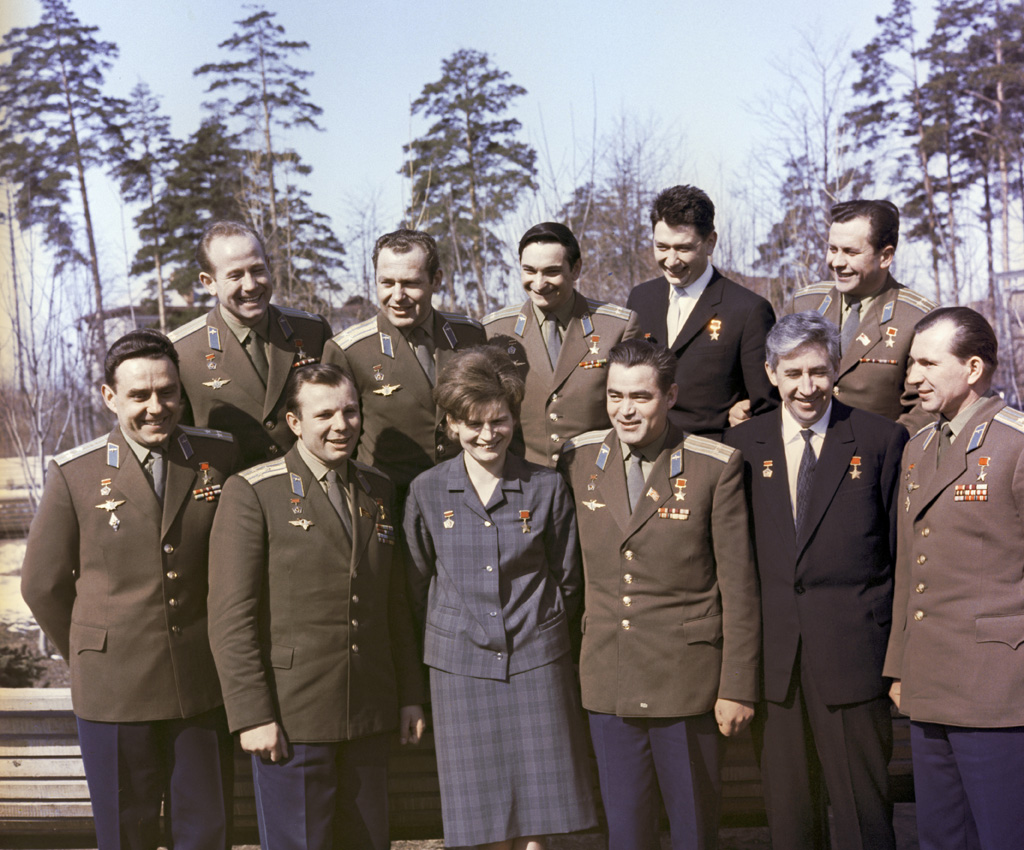
Cosmonauti sovietici nel 1965; Gagarin è il secondo da sinistra in prima fila

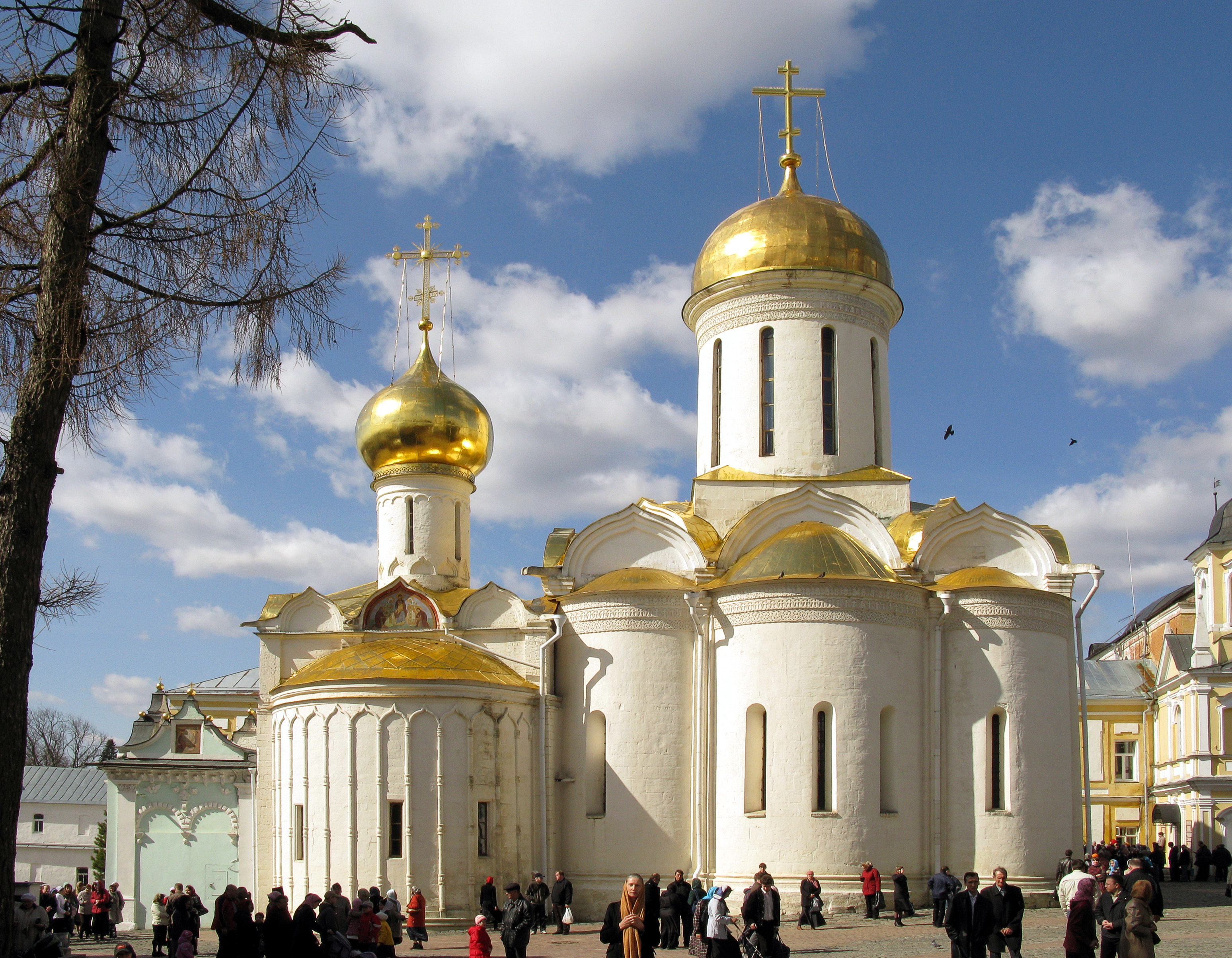
Cattedrale della Trinità di San Sergio, visitata da Gagarin insieme a Valentin Vasil'evič Petrov

La figura di Gagarin venne ampiamente utilizzata dalla propaganda sovietica non solo per affermare la supremazia dell'URSS nella corsa allo spazio, ma anche in favore dell'ateismo di Stato. A Gagarin è stata attribuita da alcune fonti la celebre frase "Non vedo nessun Dio quassù", che avrebbe pronunciato nel corso della sua missione nel cosmo. La frase è in realtà attribuita a Gagarin in modo arbitrario: non esiste nella trascrizione delle comunicazioni tra il cosmonauta e la Terra.
A tal proposito, l'amico intimo e collega di Gagarin, il colonnello Valentin Vasil'evič Petrov, docente presso l'accademia aeronautica militare intitolata allo stesso Gagarin, in un'intervista rilasciata all'agenzia Interfax nel 2006, ha affermato che fu in realtà Nikita Chruščëv a coniare la famosa frase sull'assenza di Dio nello spazio. Nell'intervista, Valentin Vasil'evič Petrov ha dichiarato: «[...] non è stato sicuramente Gagarin a dirlo, ma Chruščëv! Ciò è stato durante la sessione plenaria del Comitato Centrale del PCUS in cui si decise di iniziare la propaganda antireligiosa. Chruščëv [...] disse: "Perché state aggrappati a Dio? Gagarin volò nello spazio, ma non vide Dio!" Tuttavia, dopo qualche tempo, queste parole cominciarono a essere presentate in un modo diverso. Erano citate in riferimento non a Chruščëv, ma a Gagarin, che era amato dal popolo, e una frase simile uscita dalle sue labbra sarebbe stata di grande importanza. Chruščëv, dicevano, non è molto creduto, ma si crederà sicuramente a Gagarin. Ma Gagarin non ha mai detto questo, né avrebbe mai potuto dirlo».
Secondo la testimonianza di Petrov, Jurij sarebbe stato battezzato nella chiesa ortodossa ed era credente; Petrov riferisce di avere avuto varie testimonianze dirette della sensibilità di Gagarin verso il divino.
La rivista Foma nel 2011 ha riportato le dichiarazioni del rettore della chiesa ortodossa della Città delle Stelle, secondo cui Gagarin, poco prima del suo volo, volle battezzare la figlia Elena e ha descritto come la famiglia Gagarin celebrasse ogni anno il Natale e la Pasqua. Secondo il rettore, Gagarin avrebbe posseduto in casa icone e immagini religiose.
Sempre nella stessa rivista, nel numero di aprile 2016, un amico di Gagarin, il già citato Valentin Vasil'evič Petrov, racconta di come il celebre cosmonauta, allora trentenne, gli propose di accompagnarlo al monastero della Trinità di San Sergio; vi si recarono in borghese, perché a quel tempo era semplicemente impossibile per i militari sovietici presentarsi in chiesa in divisa militare. Giunti nel luogo sacro, Gagarin fu riconosciuto dalla folla e il rettore del monastero lo invitò ad andare nella sua cella. Gagarin rispose: "Padre, andiamo prima alle reliquie di San Sergio - e poi ovunque". Dopo essersi recato alla tomba del santo, il cosmonauta chiese al suo amico se avesse sentito qualcosa durante l'adorazione delle reliquie. Petrov rispose: "Sì. Una sorta di grazia, Jura" e Gagarin replicò: "Vedi, significa che non è stata una mia impressione".
Jurij Gagarin non firmò l'appello dei cosmonauti sovietici che condannava la religione, pubblicato nel 1966 sulla rivista Наука и религия (Scienza e religione) con il titolo Юным атеистам-ленинцам Страны Советов (Ai giovani atei-leninisti dei paesi sovietici).

### Morte

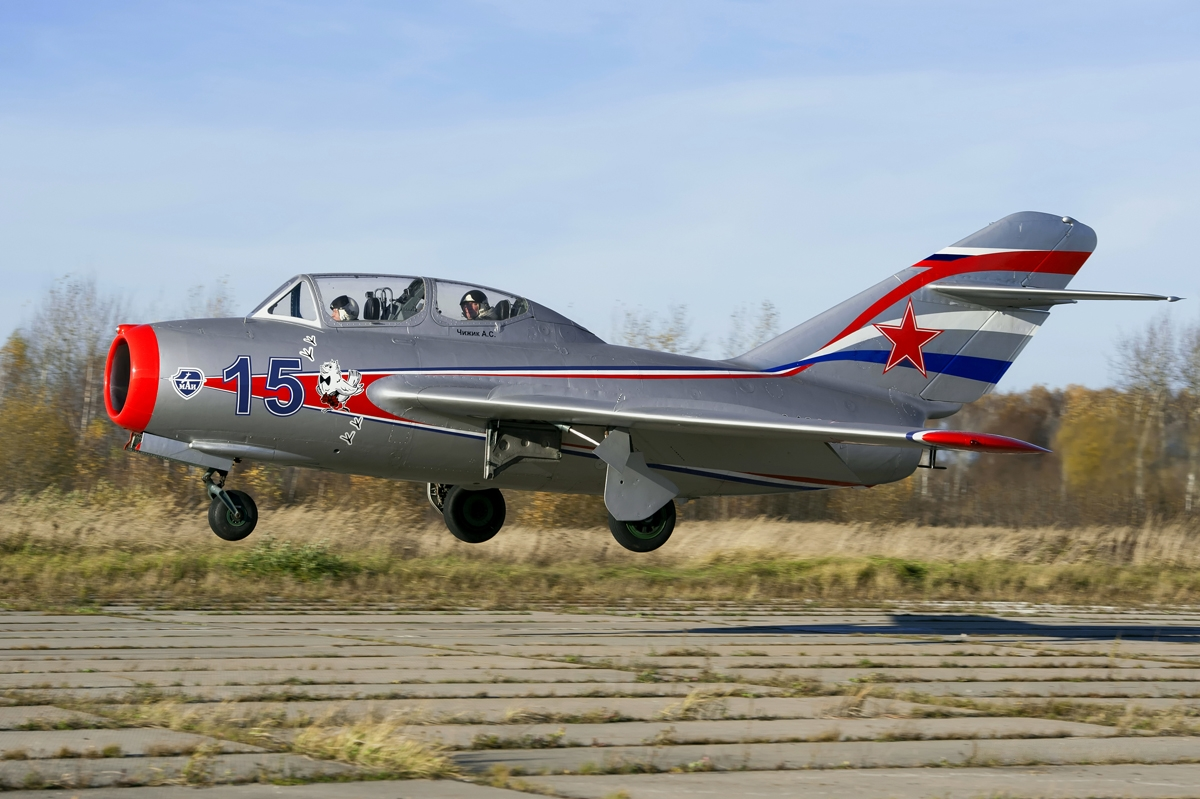
Un MiG-15UTI, l'aereo su cui Gagarin perse la vita

Gagarin morì il 27 marzo 1968 a soli 34 anni, sette anni dopo la sua grande impresa, a bordo di un piccolo caccia MiG-15UTI, schiantatosi al suolo nelle vicinanze della città di Kiržač insieme all'istruttore di volo Vladimir Serëgin dopo che i due erano decollati dalla base aerea di Čkalovskij. I corpi di Gagarin e Serjogin vennero cremati e le loro ceneri poste presso le mura del Cremlino a Mosca. Avvolta nel segreto, la causa dell'incidente che uccise Gagarin è incerta ed è diventata oggetto di diverse teorie. Almeno tre indagini sull'incidente sono state condotte separatamente dall'Aeronautica sovietica, dalle commissioni ufficiali del governo e dal KGB.
Il rapporto del KGB, declassificato nel marzo 2003, ha respinto le varie teorie della cospirazione suggerendo, invece, che le azioni intraprese dal personale della base aerea avessero contribuito allo schianto. Il rapporto affermava che un controllore del traffico avesse fornito a Gagarin informazioni meteorologiche obsolete e che al momento del decollo le condizioni si erano notevolmente deteriorate. La squadra di terra lasciò anche i serbatoi di carburante esterni attaccati al velivolo. Le attività di volo programmate necessitavano invece di tempo sereno e dell'assenza dei serbatoi. L'inchiesta ha concluso che l'aereo di Gagarin era entrato in una vite, a causa di un impatto con volatili o di una manovra improvvisa effettuata per evitare un altro aereo. A causa delle previsioni meteorologiche non corrette, l'equipaggio ritenne che la loro altitudine fosse maggiore rispetto alla realtà e così non riuscì a reagire correttamente per far uscire il MiG-15 dalla vite. Un'altra teoria, avanzata nel 2005, ipotizza che una presa d'aria della cabina fosse stata accidentalmente lasciata aperta dall'equipaggio precedente, portando alla privazione di ossigeno e lasciando l'equipaggio incapace di controllare l'aeromobile. Una teoria simile, pubblicata sulla rivista Air & Space, propone che l'equipaggio avesse riscontrato la valvola aperta e che avesse eseguito la procedura di immediata discesa ad una quota più bassa. Tale discesa, tuttavia, aveva fatto perdere loro conoscenza portandoli di conseguenza allo schianto.

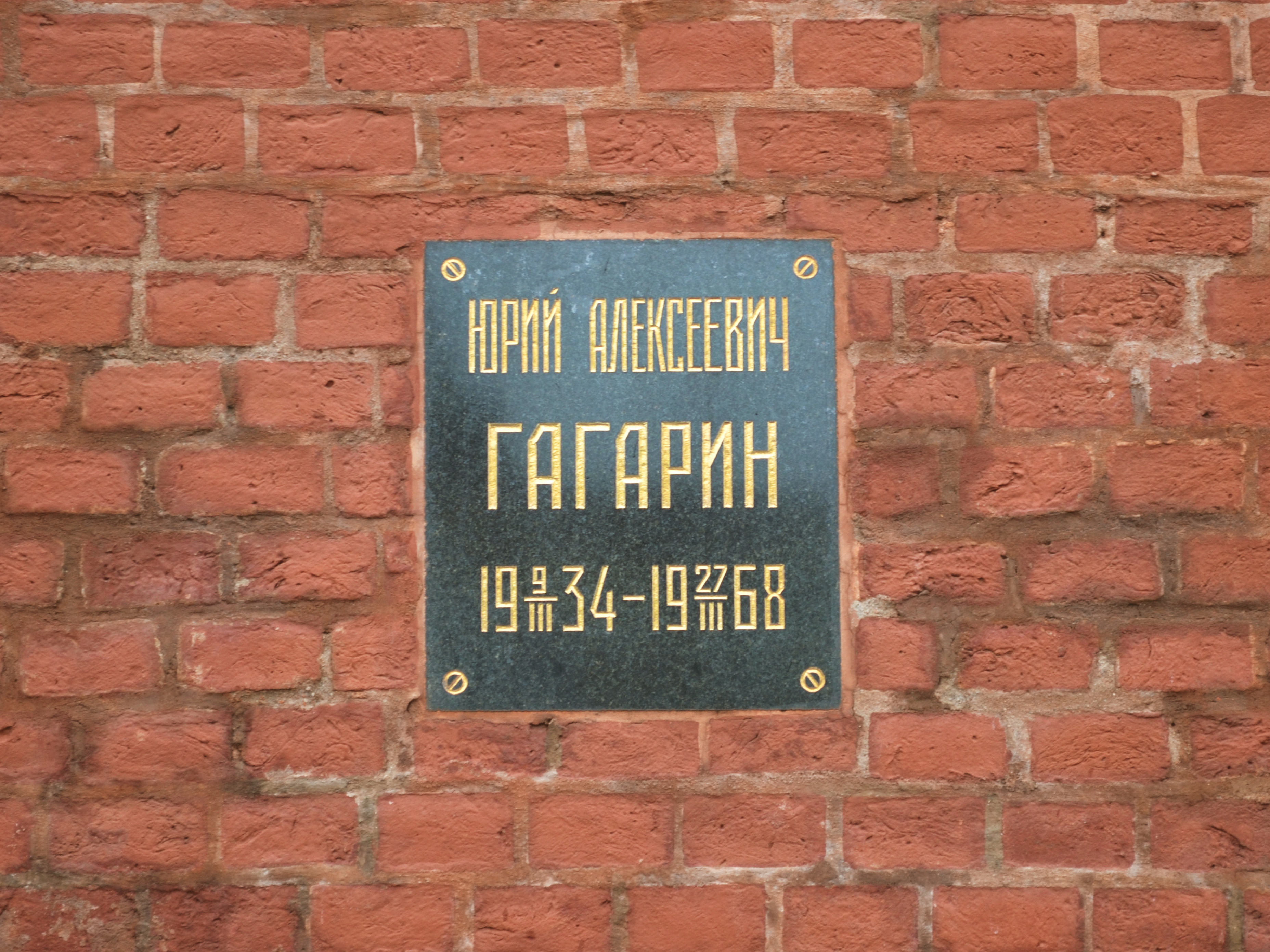
Targa nella necropoli delle mura del Cremlino che indica dove sono poste le ceneri di Gagarin

Il 12 aprile 2007, il Cremlino ha posto il veto a una nuova indagine sulla morte del cosmonauta. Funzionari del governo hanno dichiarato di non aver riscontrato alcun motivo per iniziare nuove inchieste. Nell'aprile 2011, i documenti di una commissione del 1968 istituita dal Comitato Centrale del PCUS per indagare sull'incidente furono declassificati, rivelando che la conclusione originale della commissione fosse che Gagarin o Serjogin avessero manovrato bruscamente per evitare un pallone meteorologico o per evitare "l'ingresso nel limite superiore del primo strato di copertura nuvolosa", portando il velivolo in un "super-critico regime di volo e al suo stallo in condizioni meteorologiche complesse".
Leonov, che successivamente fu anche membro di una commissione statale istituita per indagare sull'incidente, quel giorno stava conducendo sessioni di addestramento con il paracadute e sentì "due forti boom in lontananza". Ritenne che un Sukhoi Su-15 volasse al di sotto della sua altitudine minima e, "senza rendersene conto a causa delle terribili condizioni meteorologiche, fosse passato tra i 10 e i 20 metri dall'aereo di Jurij e Serjogin nel momento in cui superava la barriera del suono". La turbolenza che ne sarebbe derivata avrebbe mandato il MiG-15UTI in una vite incontrollata. Leonov ha affermato che il primo boato udito era stato quello del jet che passava alla velocità supersonica mentre il secondo quello dello schianto dell'aereo di Gagarin. In un'intervista rilasciata nel giugno 2013 alla rete televisiva russa RT, Leonov riferì che un rapporto sull'incidente confermasse la presenza di un secondo aereo, un Su-15 "non autorizzato", che volava nell'area. Tuttavia, come condizione per poter discutere del rapporto declassificato, a Leonov è stato impedito di rivelare il nome del pilota del Su-15 che a quell'epoca aveva 80 anni ed era in cattive condizioni di salute.

## Onorificenze e intitolazioni

### Onorificenze

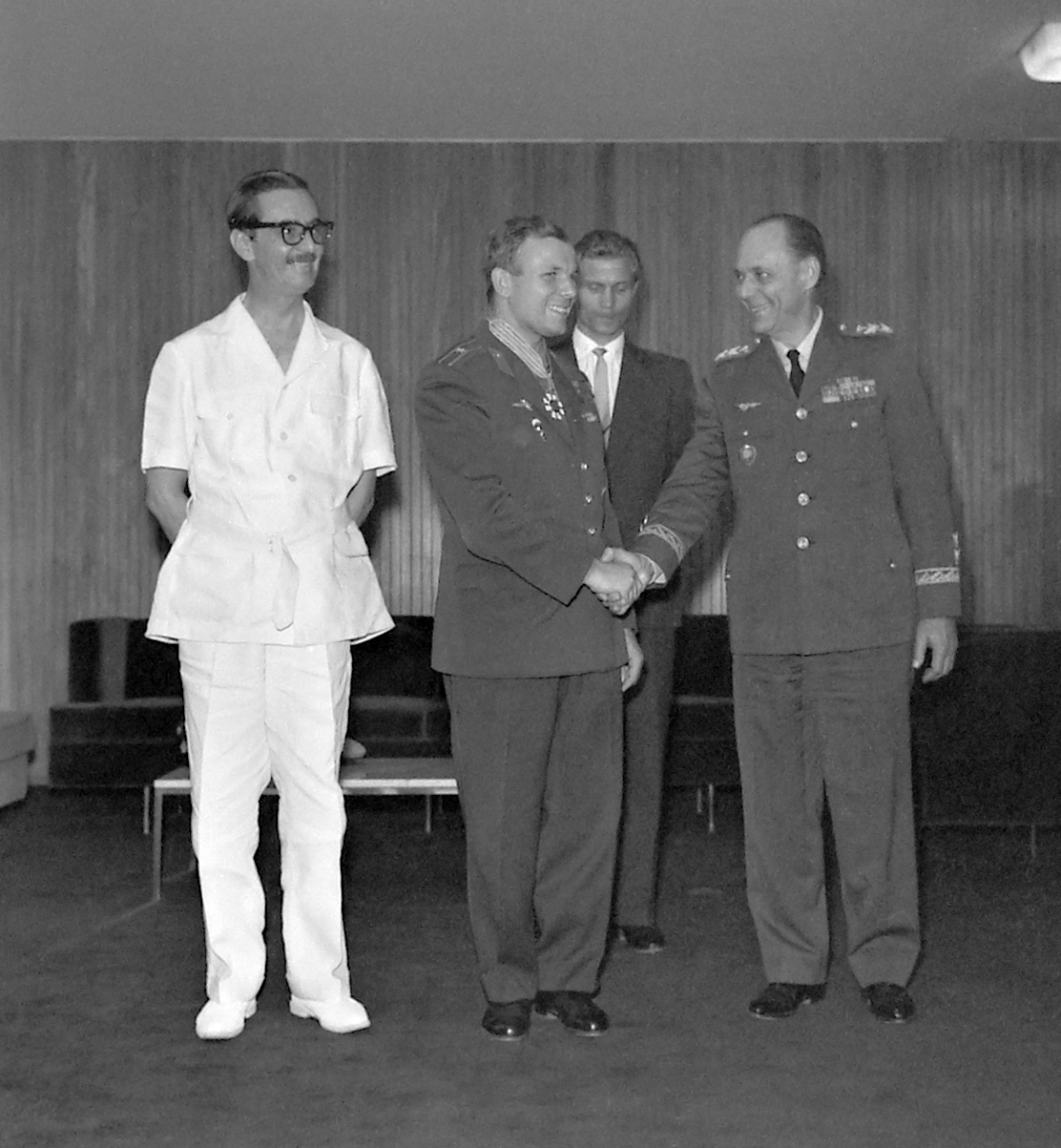
Jânio Quadros, Presidente del Brasile, decora Gagarin, 1961

Il 14 aprile 1961, Gagarin venne onorato con una parata di 19 km alla quale parteciparono milioni di persone e che si concluse nella Piazza Rossa. Dopo un breve discorso, gli fu conferito il titolo di Eroe dell'Unione Sovietica, l'Ordine di Lenin, e quello di pilota-cosmonauta dell'Unione Sovietica. Il 15 aprile, l'Accademia delle scienze sovietica gli conferì la medaglia d'oro "Konstantin Ėduardovič Ciolkovskij", dal nome del pioniere russo dell'aeronautica spaziale. Gagarin ricevette quattro medaglie commemorative sovietiche nel corso della sua carriera.
Venne onorato, il 29 aprile 1961, anche come Eroe del Lavoro Socialista (Cecoslovacchia), ed Eroe del Lavoro Socialista (Bulgaria, incluso l'Ordine di Georgi Dimitrov) nello stesso anno. Nell'ottavo anniversario dell'inizio della Rivoluzione cubana (26 luglio), il presidente cubano Osvaldo Dorticós Torrado gli conferì l'Ordine di Playa Girón.
A Gagarin fu anche assegnata nel 1960 la medaglia d'oro per il volo e la medaglia De la Vaulx l'anno seguente dalla Fédération Aéronautique Internationale Svizzera. In quell'anno ricevette numerosi onorificenze da altre nazioni, tra cui l'Ordine della Stella della Repubblica Indonesiana (2ª classe), l'Ordine della Croce di Grunwald (1º grado) in Polonia, l'Ordine della Bandiera della Repubblica di Ungheria, il titolo di Eroe del Lavoro dalla Repubblica Democratica del Vietnam, e una medaglia d'oro della British Interplanetary Society. Il presidente Jânio Quadros del Brasile decorò Gagarin il 2 agosto 1961 con l'Ordine al merito aeronautico, grado di comandante. Durante un tour in Egitto alla fine di gennaio del 1962, Gagarin fu insignito dell'Ordine del Nilo e le chiavi d'oro delle porte de Il Cairo. Il 22 ottobre 1963, Gagarin e Valentina Tereškova furono onorati con l'Ordine di Karl Marx dalla Repubblica Democratica Tedesca.

### Intitolazioni

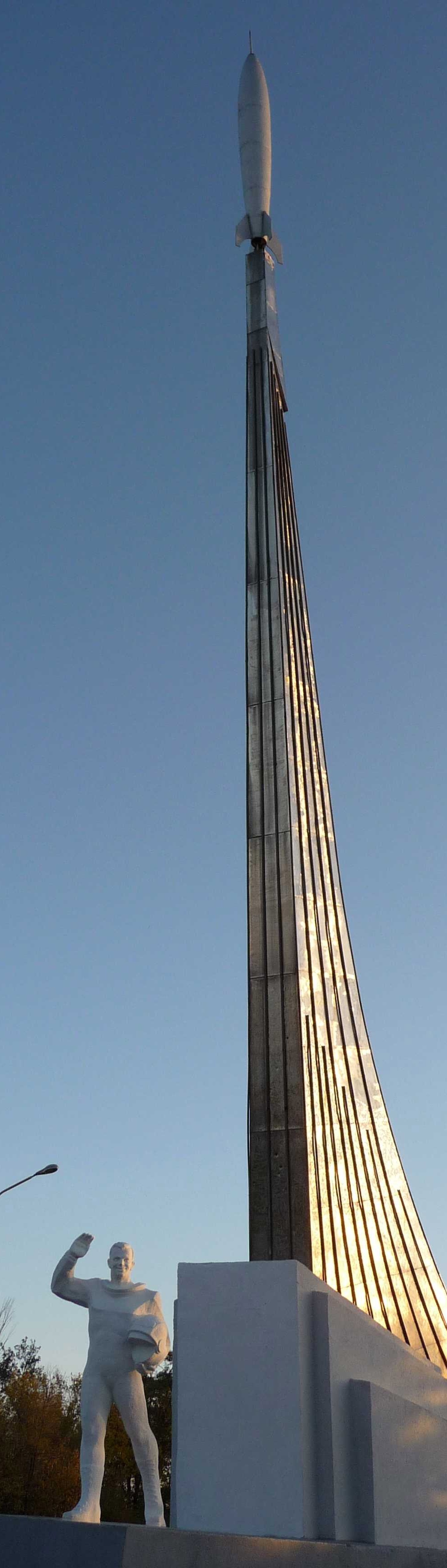
Monumento a Jurij Gagarin nel Parco dei conquistatori del cosmo, a Ėngel's

A Jurij Gagarin sono stati dedicati:
- il "Centro di addestramento cosmonauti Jurij Gagarin" alla Città delle Stelle dove si preparano i cosmonauti prescelti per le varie missioni spaziali; Gagarin stesso terminò qui il suo addestramento;
- l'"Accademia dell'aeronautica militare Jurij Gagarin", situata a Monino, nell'Oblast di Mosca, che sino al 2011 era deputata all'addestramento dei comandanti e dei capi di stato maggiore dell'aviazione, prima dell'Unione Sovietica e dal 1991 della Federazione Russa; tra i diplomati dell'Accademia dell'aeronautica Jurij Gagarin ci sono circa 700 eroi dell'Unione Sovietica;
- il Monumento a Jurij Gagarin, eretto a Mosca, in occasione delle Olimpiadi del 1980, alto 12 metri, scolpito nel titanio, un metallo spesso usato per i velivoli spaziali, e appoggiato su un piedistallo di granito di 27 metri e mezzo. Lo scultore fu Pavel Bondarenko e gli architetti Jakov Belopol'skij e Fëdor Gaževskij[121]. L'epigrafe alla base recita:

- il "Parco dei conquistatori del Cosmo Jurij Gagarin", che sorge nel luogo in cui atterrò il cosmonauta al termine della sua missione, nei pressi di Ėngel's; è stato inaugurato nel 60º anniversario del primo volo umano nello spazio, il 12 aprile 2021;
- monumenti a Jurij Gagarin sono stati eretti anche a Taškent (nel parco Gagarin), a Londra, davanti all'Osservatorio di Greenwich[122], a Orenburg, nel Villaggio Gagarin (in Armenia), nel Cosmodromo di Bajkonur, in Kazakistan (dove c'è ancora la piccola casa in cui Gagarin viveva mentre si preparava al suo volo), a Iževsk, Alma-Ata (Kazakistan), a Napoli, nell'Osservatorio astronomico di Capodimonte (di fronte al nuovo osservatorio dedicato proprio al cosmonauta russo)[123]. Numerose altre statue sono state erette in numerose altre città del mondo;
- un asteroide è stato battezzato 1772 Gagarin[124];
- un vasto cratere lunare nella parte sud-occidentale della faccia nascosta della Luna è stato chiamato cratere Gagarin[125];
- una catena montuosa della Terra della Regina Maud, in Antartide, facente parte dei monti Orvin, è stata denominata monti Gagarin (visualizza la mappa: 71°58′S 9°21′E);
- un ghiacciaio del Kazakistan, nella catena montuosa Džungarski Alatau, è stato chiamato Ghiacciaio Gagarin[126].

Inoltre:
- durante la missione Apollo 15 fu appoggiato sulla superficie lunare l'unico manufatto artistico che l'uomo ha lasciato su suolo extraterrestre, il Fallen Astronaut ("astronauta caduto"); nella vicina targa si ricorda il nome di Gagarin, insieme a quelli di altri 13 astronauti deceduti, statunitensi e sovietici[127];
- durante la missione Apollo 11, gli astronauti Neil Armstrong e Buzz Aldrin sono stati incaricati di portare sulla Luna le medaglie commemorative dei cosmonauti sovietici Gagarin e Komarov[128].

Si deve intendere questo elenco come assolutamente parziale: è comunque impossibile dare conto di tutte le statue, scuole, piazze, monumenti, francobolli dedicati in tutto il mondo al primo cosmonauta.

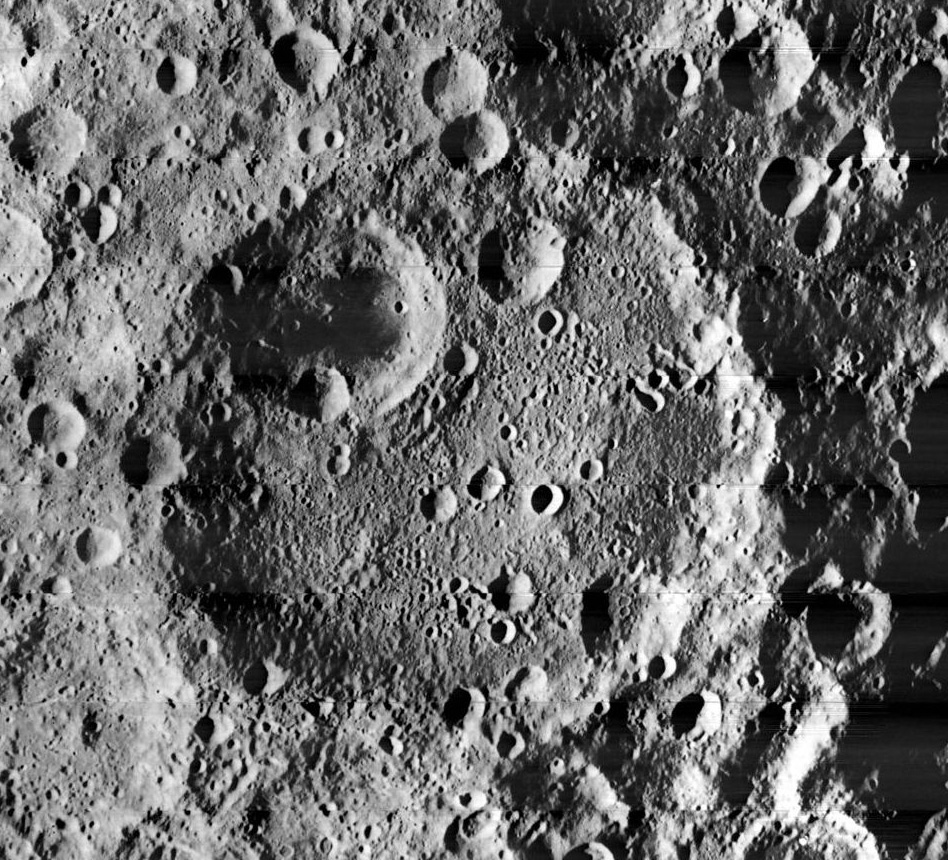
Cratere Gagarin, sulla Luna
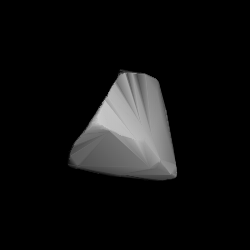
Modello tridimensionale dell'asteroide 1772 Gagarin, calcolato utilizzando tecniche di inversione della curva di luce
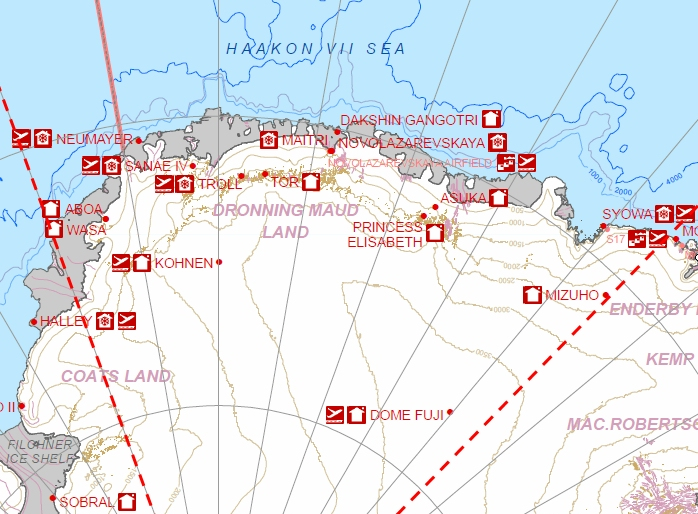
Mappa delle stazioni scientifiche della Terra Regina Maud, in Antartide - le montagne di Gagarin si trovano intorno alla stazione "Tor"
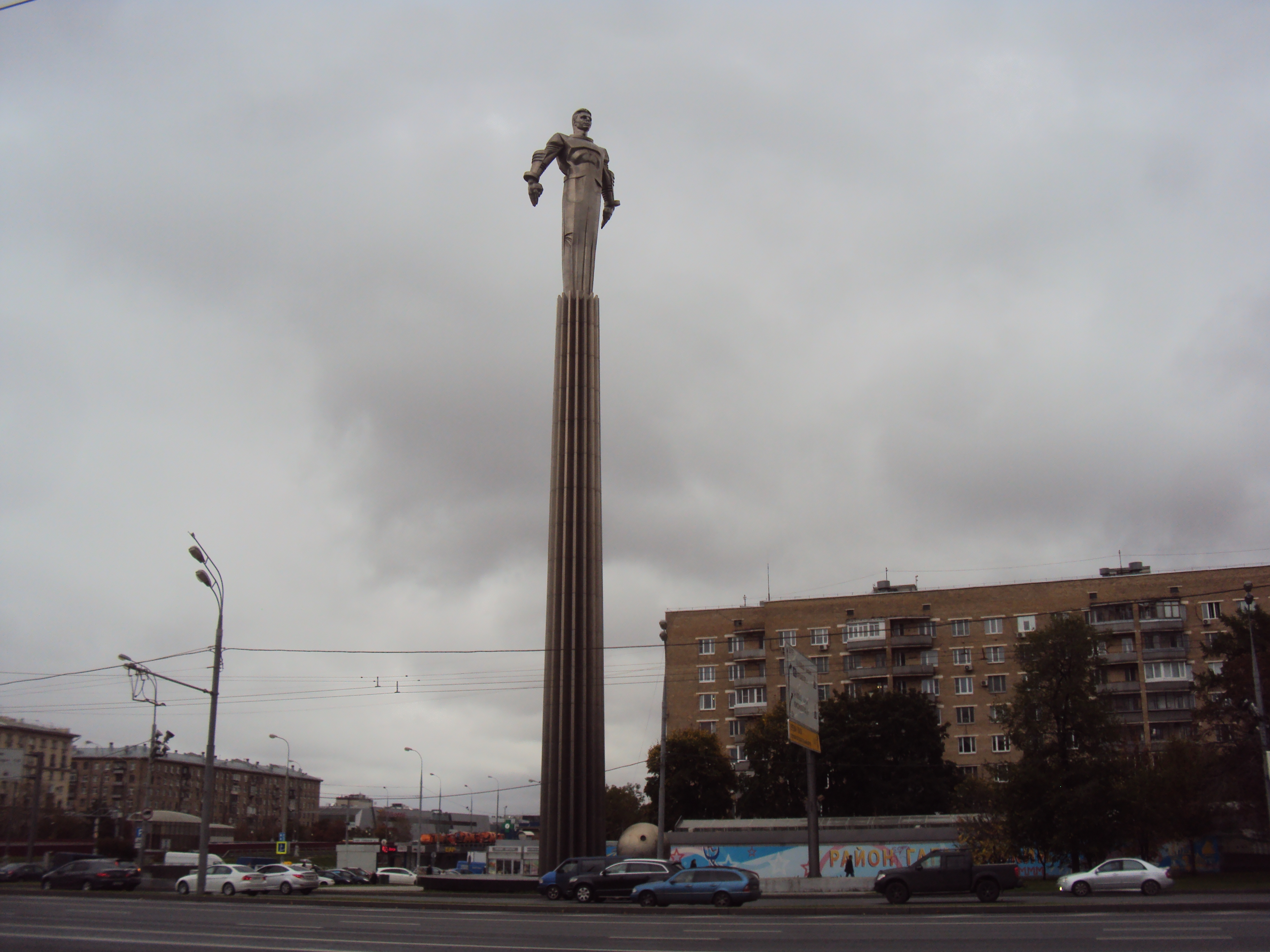
Monumento a Jurij Gagarin, a Mosca
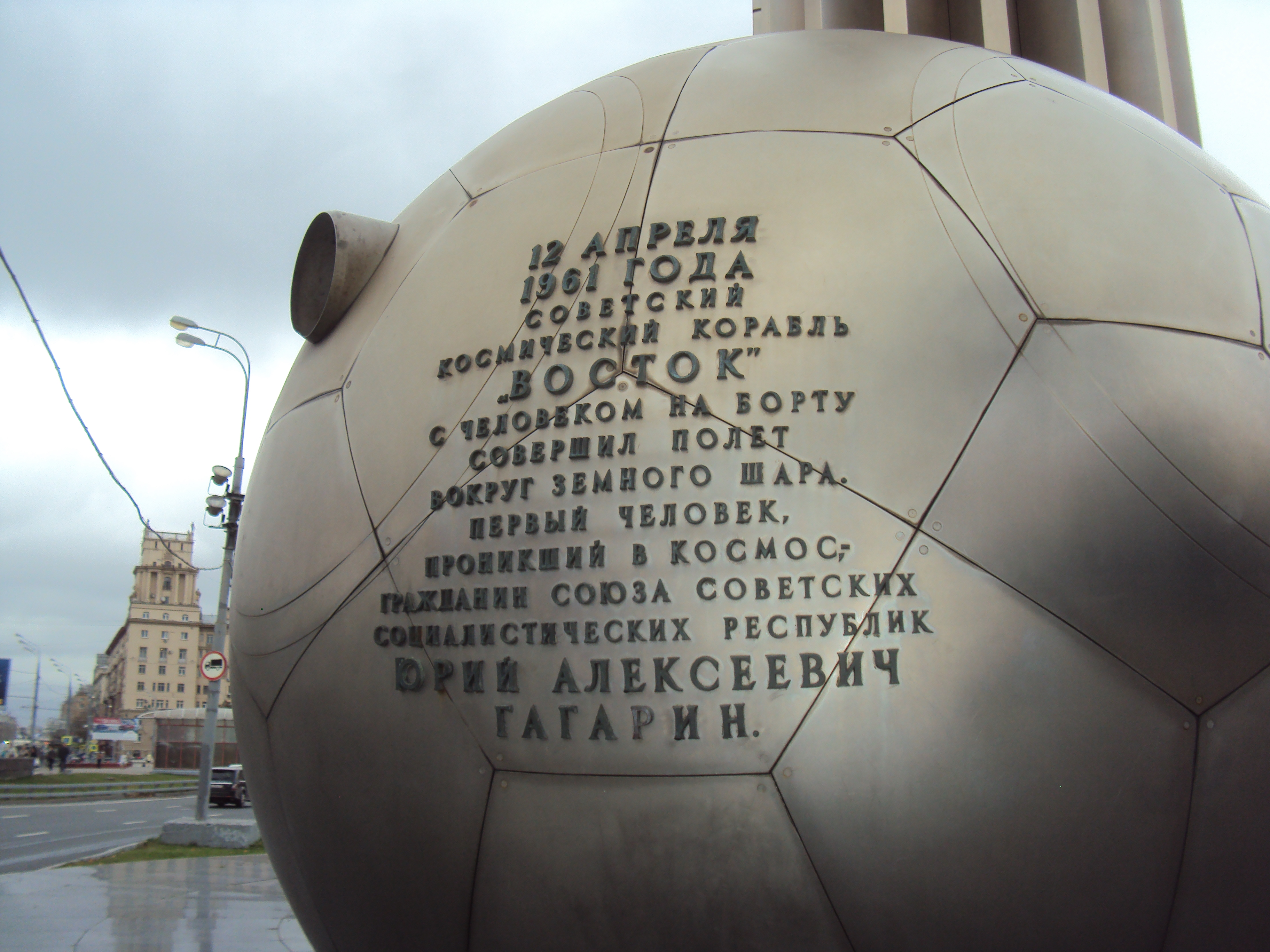
Iscrizione alla base del monumento a Jurij Gagarin, a Mosca
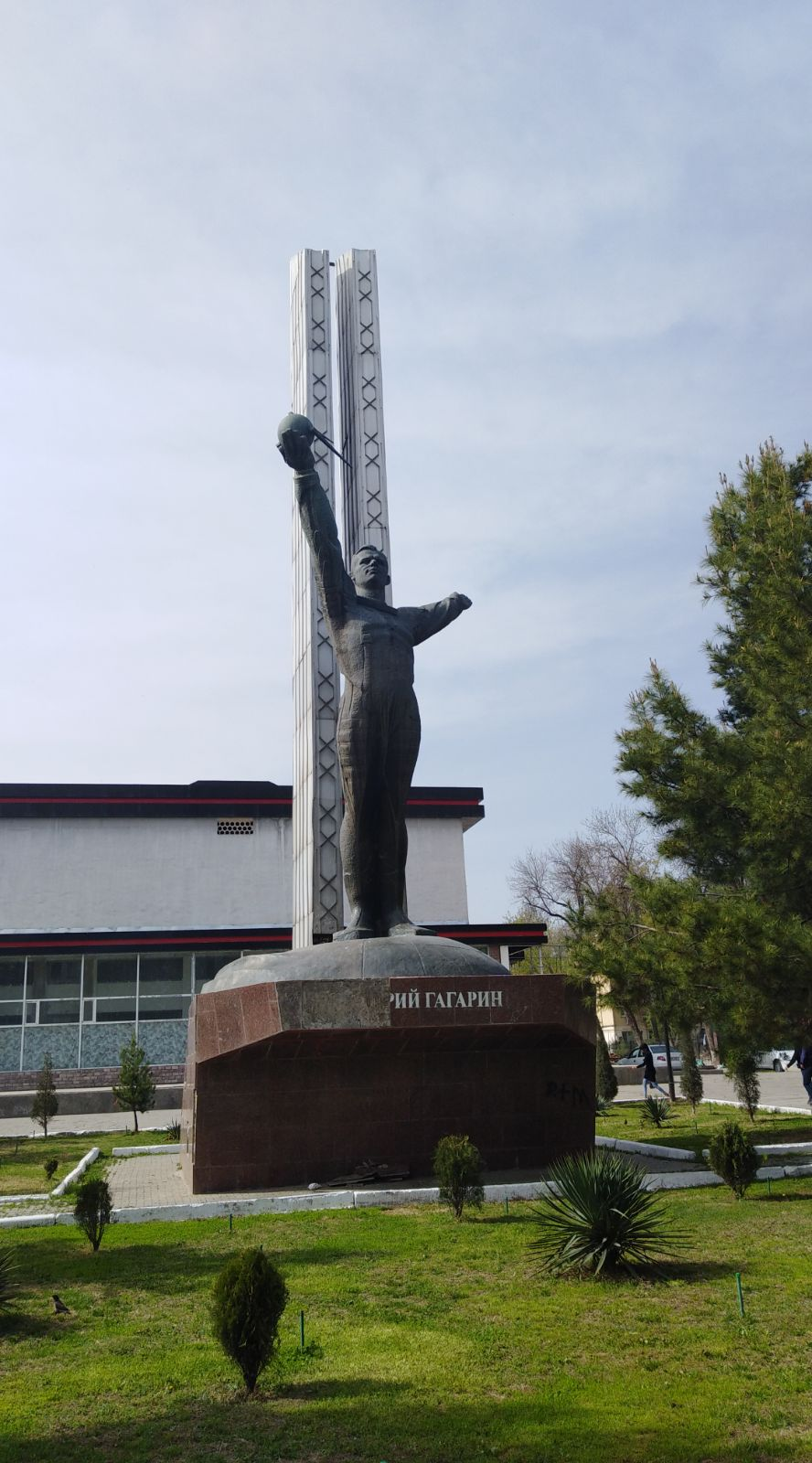
Monumento a Jurij Gagarin, a Taškent, capitale dell'Uzbekistan
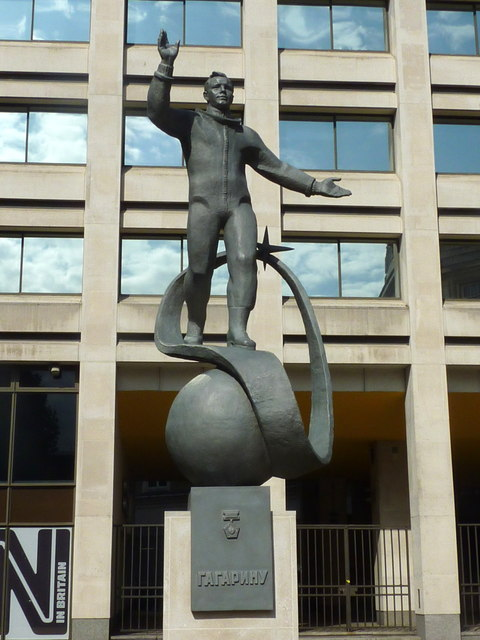
Monumento a Jurij Gagarin, a Londra, quando ancora era posto di fronte alla sede del British Council; fu poi trasferito all'Osservatorio di Greenwich
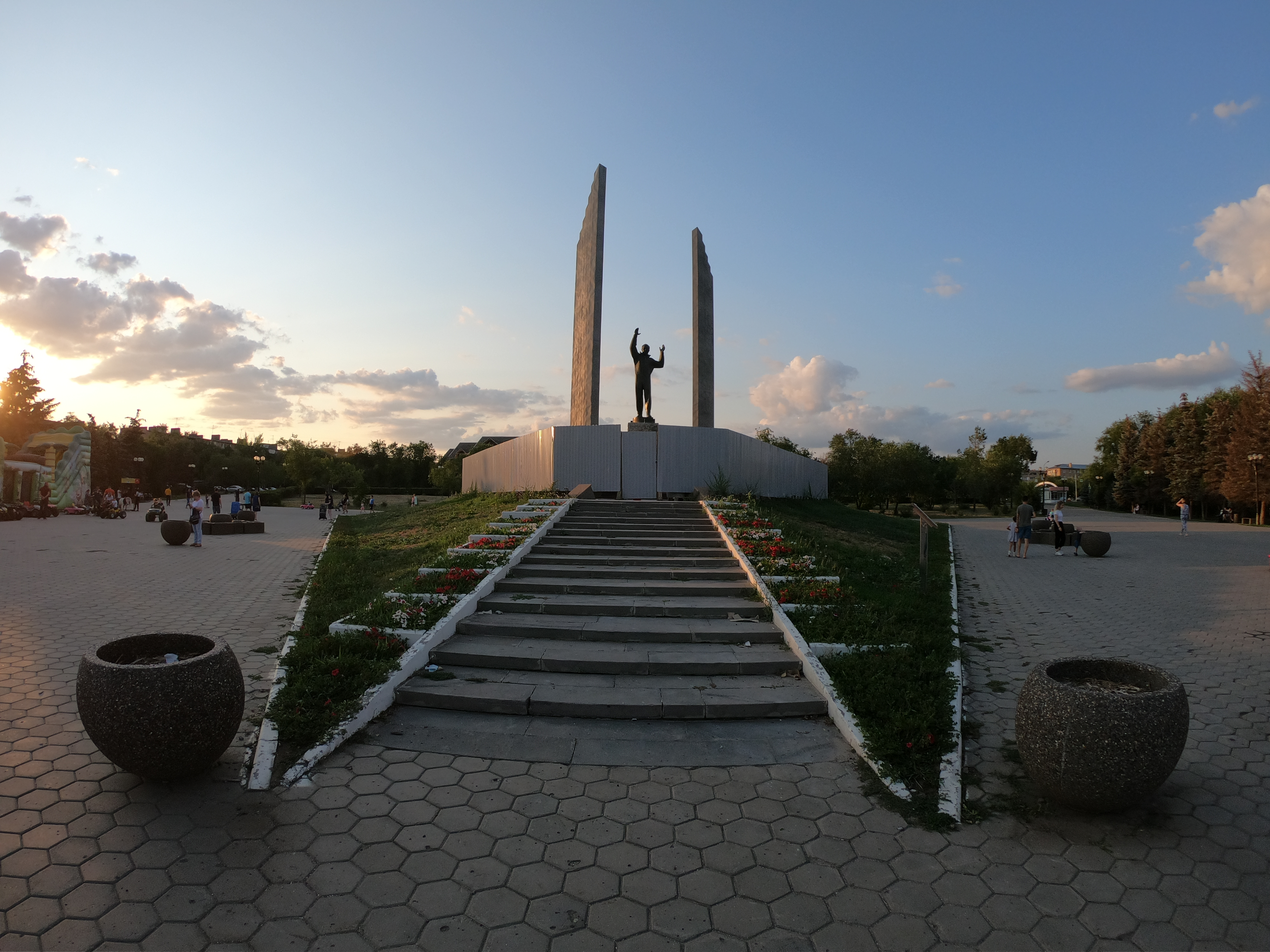
Monumento a Jurij Gagarin, a Orenburg, la città a cavallo tra Europa e Asia
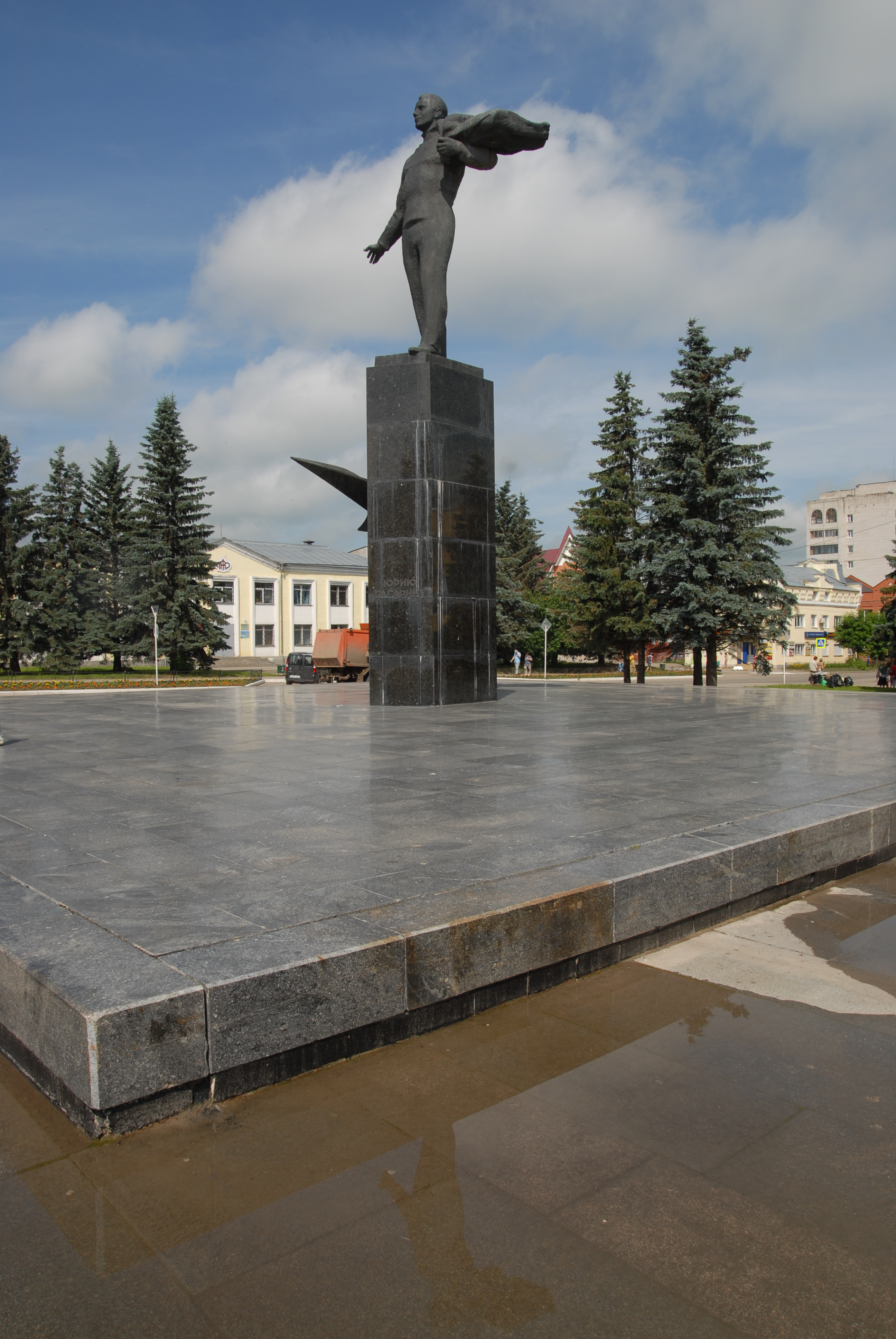
Monumento a Jurij Gagarin, a Gagarin, il capoluogo dell'oblast natale di Jurij Gagarin
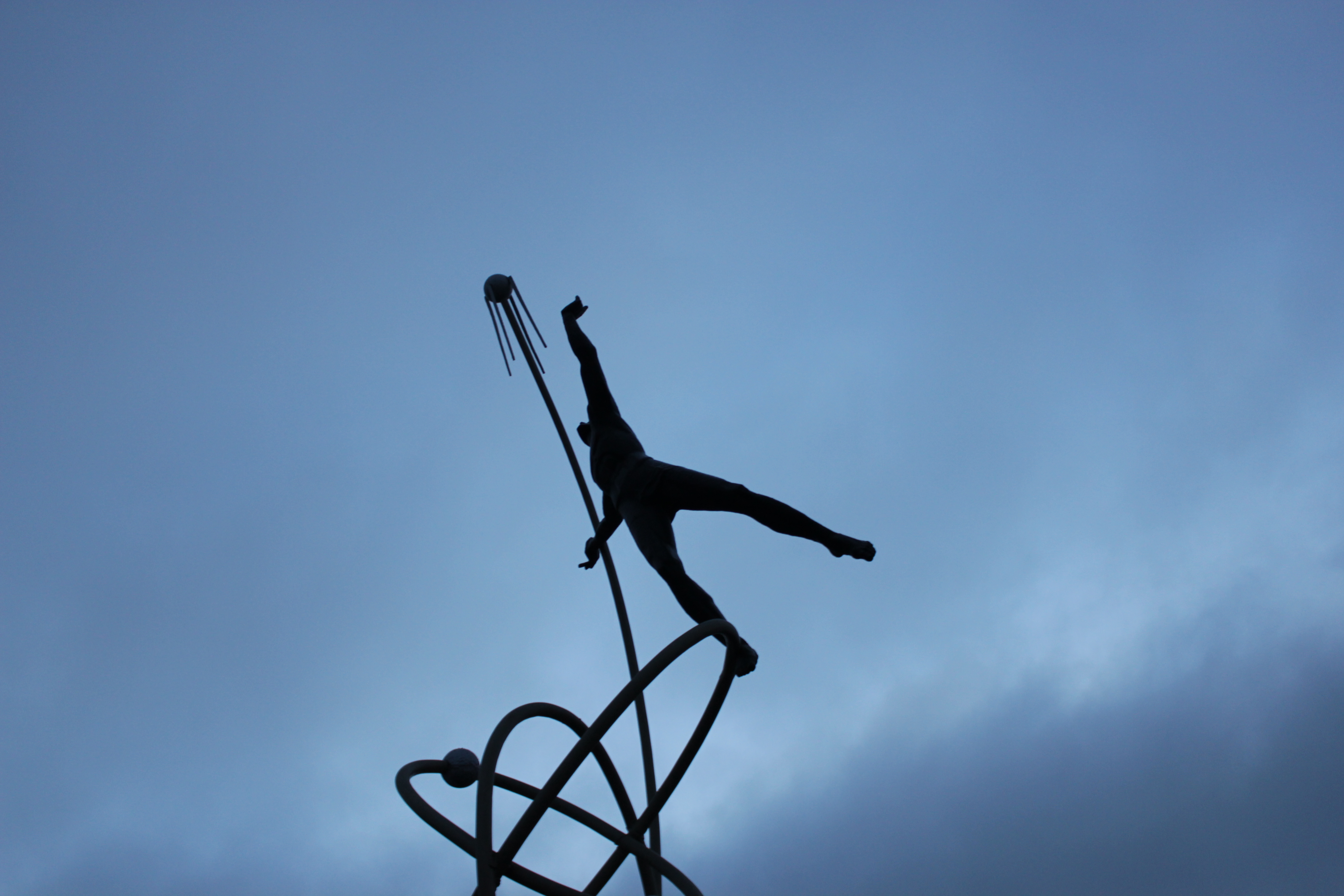
Monumento a Jurij Gagarin, a Joškar-Ola

## Giornate a lui dedicate
A Jurij Gagarin sono state dedicate due giornate internazionali che si celebrano il 12 aprile: la  Giornata internazionale dei viaggi dell'uomo nello spazio , (o Giornata internazionale del volo spaziale umano ) in onore alla data in cui Jurij Gagarin divenne  il primo uomo nello spazio, nel 1961, e lo Yuri's Night , oltre alla Giornata della Cosmonautica che si celebra in Russia e in altri paesi dell'ex Blocco orientale.

## Influenza culturale

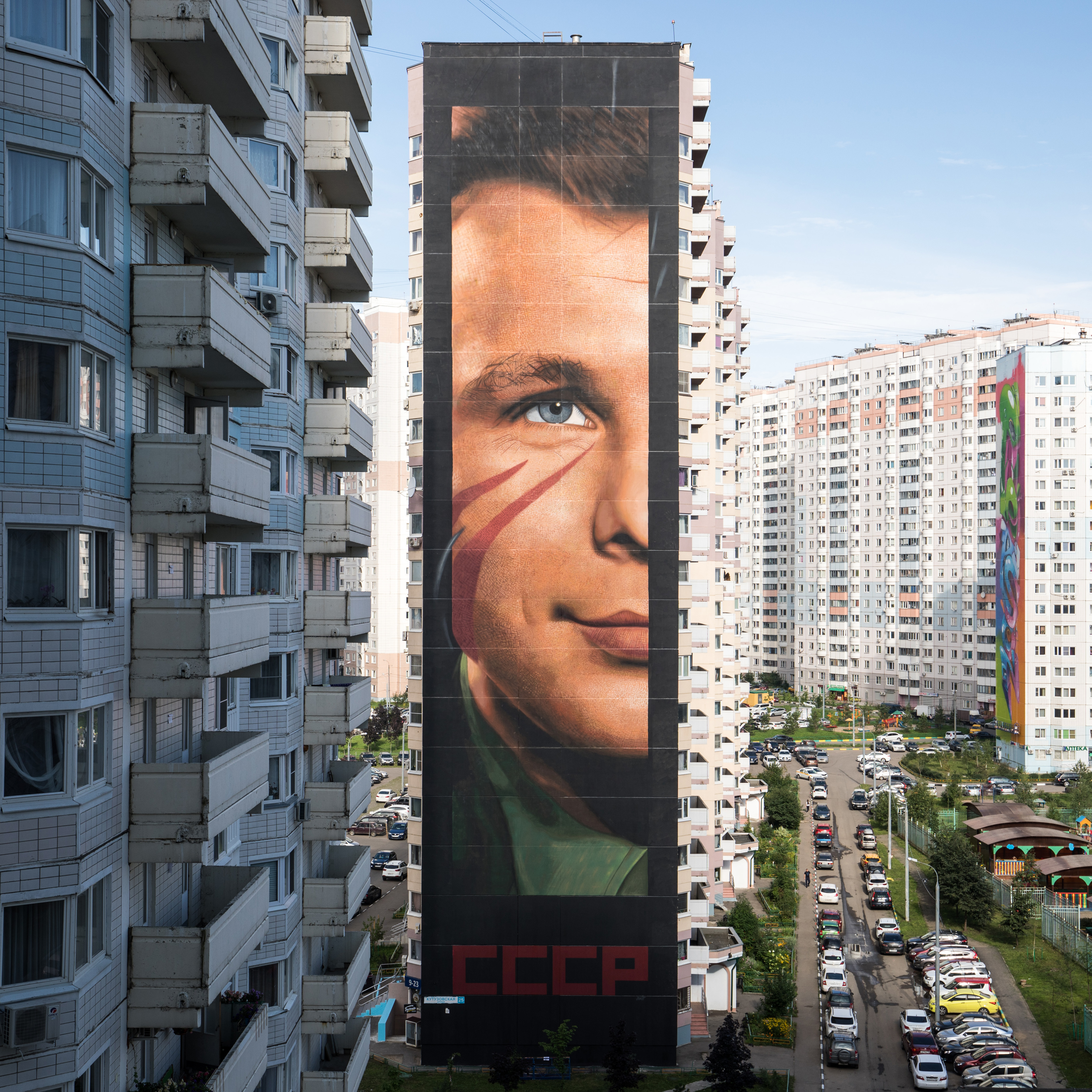
Il volto di Jurij Gagarin, disegnato dall'artista Jorit, sulla facciata di un palazzo a Odincovo, Russia

- L'artista italiano Jorit ha realizzato il più grande ritratto di Gagarin al mondo, sulla facciata di un palazzo nella città di Odincovo, in Russia.[132][133][134][135]
- Il poeta e romanziere russo Evgenij Aleksandrovič Evtušenko gli dedica nel 1969 la poesia Sono Gagarin, il figlio della terra.[136]
- Pablo Picasso ha dedicato una serigrafia a Gagarin dal titolo Étude pour Yuri Gagarin.
- La Swatch ha prodotto un orologio modello "Yuri".
- La Vostok, azienda orologiera russa, ha prodotto vari modelli dedicati al cosmonauta.
- Poljot ha creato diverse edizioni speciali moderne dell'orologio sturmanskie indossato da Gagarin.
- Tak načinalas' legenda, film sovietico del 1976 che narra l'infanzia di Gagarin, interpretato da Oleg Orlov
- Gagarin - Primo nello spazio (Гагарин. первый в космосе)[137] è un film biografico del 2013 diretto da Pavel Parchomenko; Gagarin è interpretato da Jaroslav Žalnin.
- Il cantante Claudio Baglioni scrisse una canzone, appunto chiamata "Gagarin", in suo onore

## Opere
- Juri Gagarin, La via del cosmo, traduzione dal russo a cura di Augusto Pancaldi, Editori Riuniti, giugno 1961. Il titolo è la traduzione esatta di quello russo Дорога к космос (Doroga k kosmos). Si tratta di una biografia di Gagarin scritta dai corrispondenti della Pravda N. Denisov e S. Borzenko, dichiaratamente basata sui racconti del primo cosmonauta;[138] fu curata da Nikolai Kamanin, alto ufficiale dell'aeronautica militare sovietica e capo dell'addestramento dei cosmonauti. Alcuni autori sospettano che nel testo ci siano frasi di propaganda che non sono attribuibili a Gagarin.[139]
- Non c'è nessun dio quassù: l'autobiografia del primo uomo a volare nello spazio, Red Star Press, 2013. Si tratta della nuova edizione del libro precedente, in cui però è stato modificato il titolo, inserendovi la frase "Non c'è nessun dio quassù", della quale non c'è alcuna prova che sia stata mai pronunciata da Gagarin[93]; in ogni caso, all'interno della biografia non è riportata, salvo che nella prefazione a cura dell'editore. Inoltre, nonostante il sottotitolo aggiunto dall'editore, non si tratta di un'autobiografia, ma di una biografia, sia pur autorizzata dal cosmonauta[140].

## Filatelia e numismatica

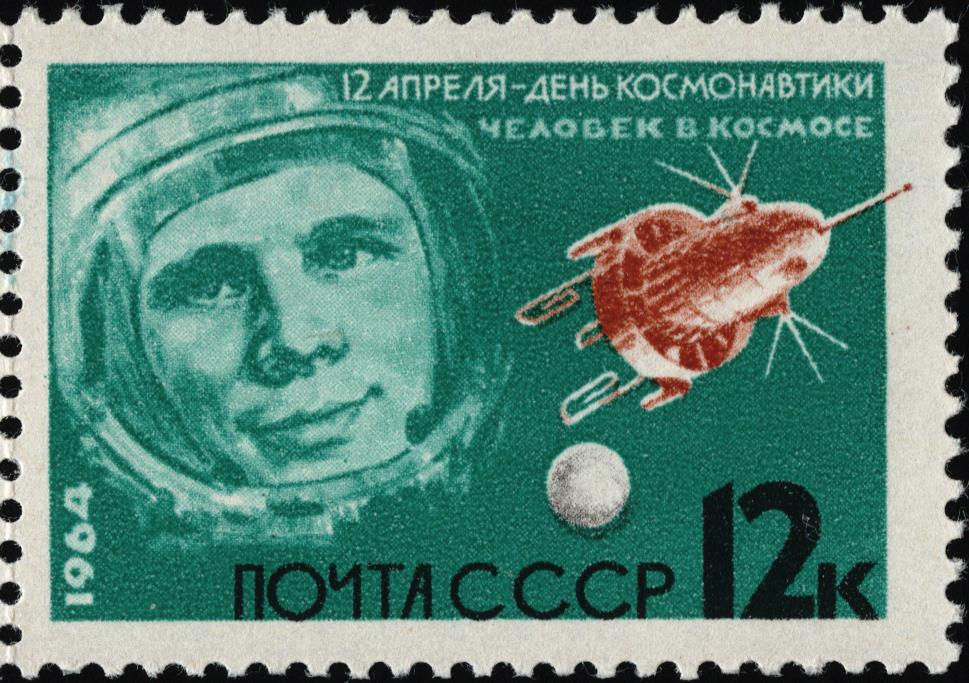
Francobollo sovietico del 1964 in onore del viaggio di Gagarin
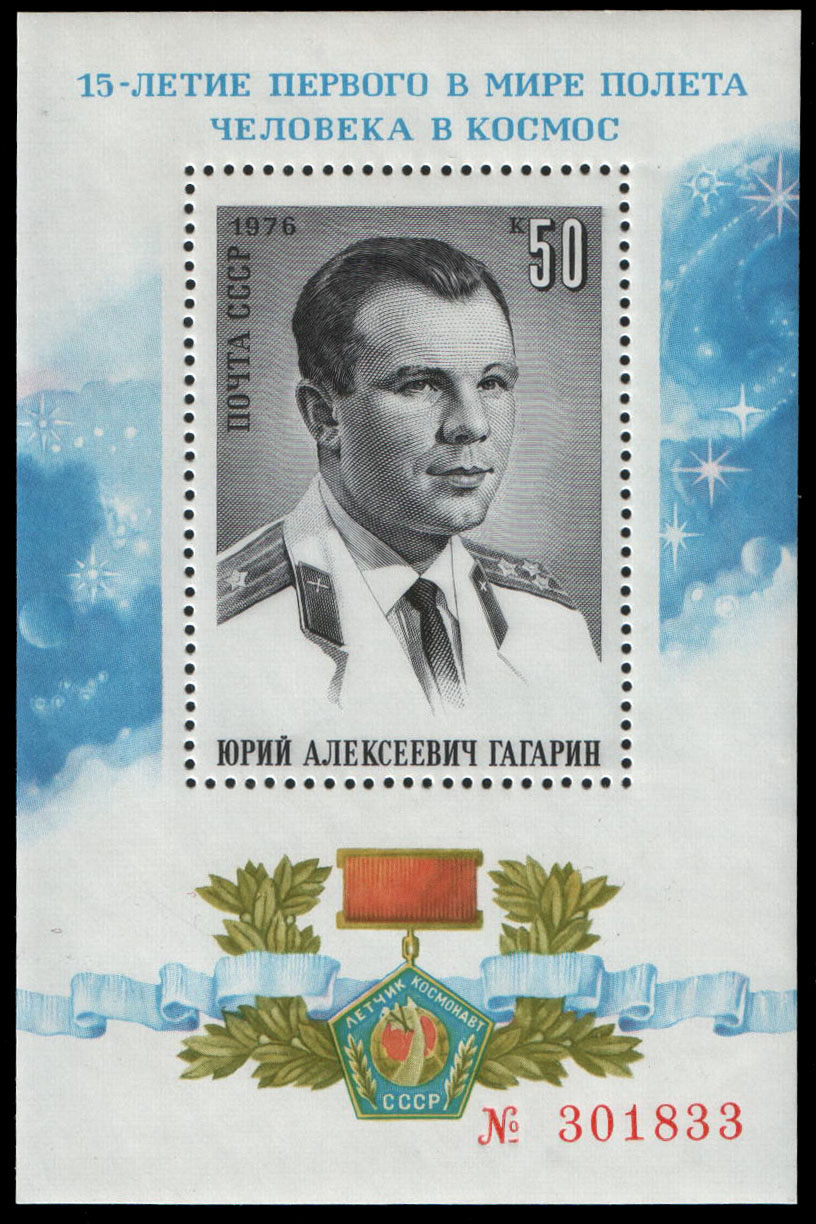
Blocco postale dell'URSS, 1976
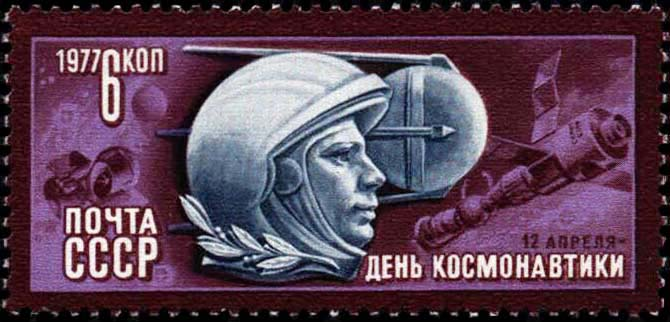
Francobollo dell'URSS, emesso il 12 aprile, "Giornata dei cosmonauti", corrispondente alla data della missione di Gagarin, 1977
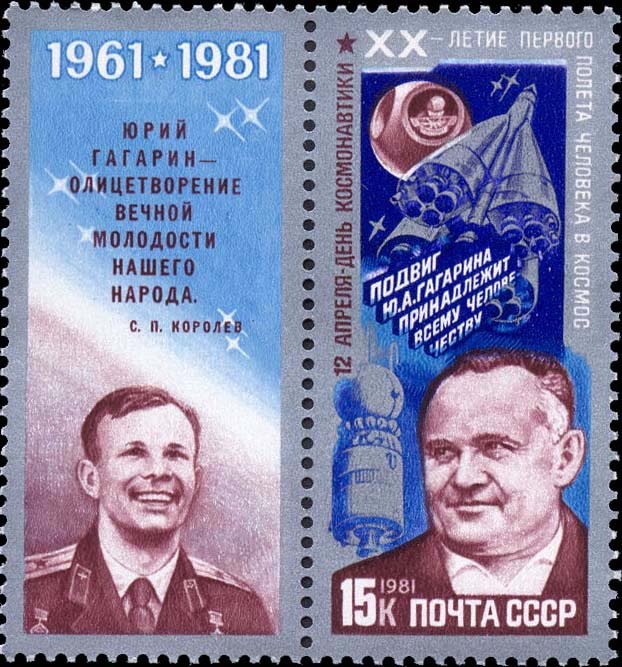
Francobollo dell'URSS, 1981
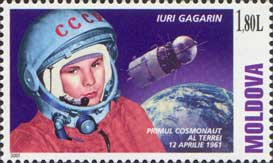
Francobollo della Moldavia, 2001
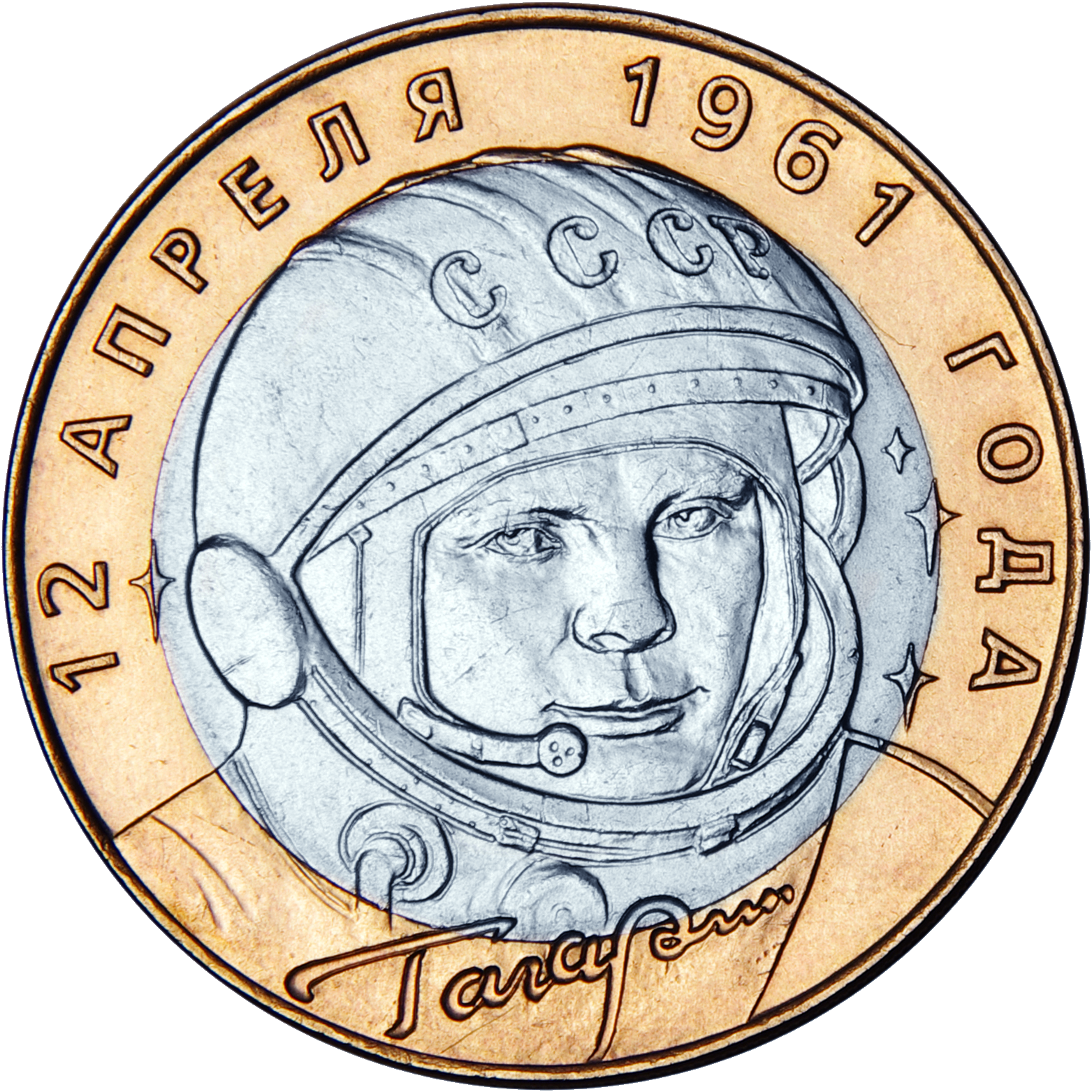
Moneta russa da dieci rubli con il volto di Gagarin, 2001
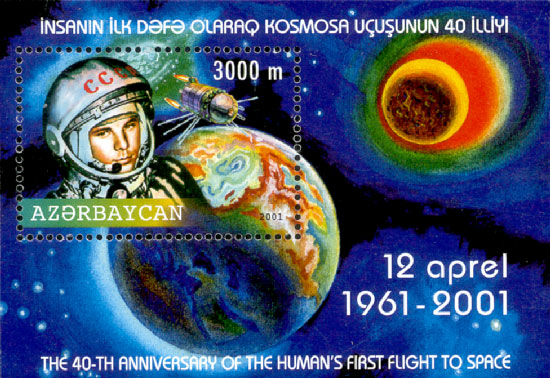
Francobollo dell'Azerbaijan, 2001
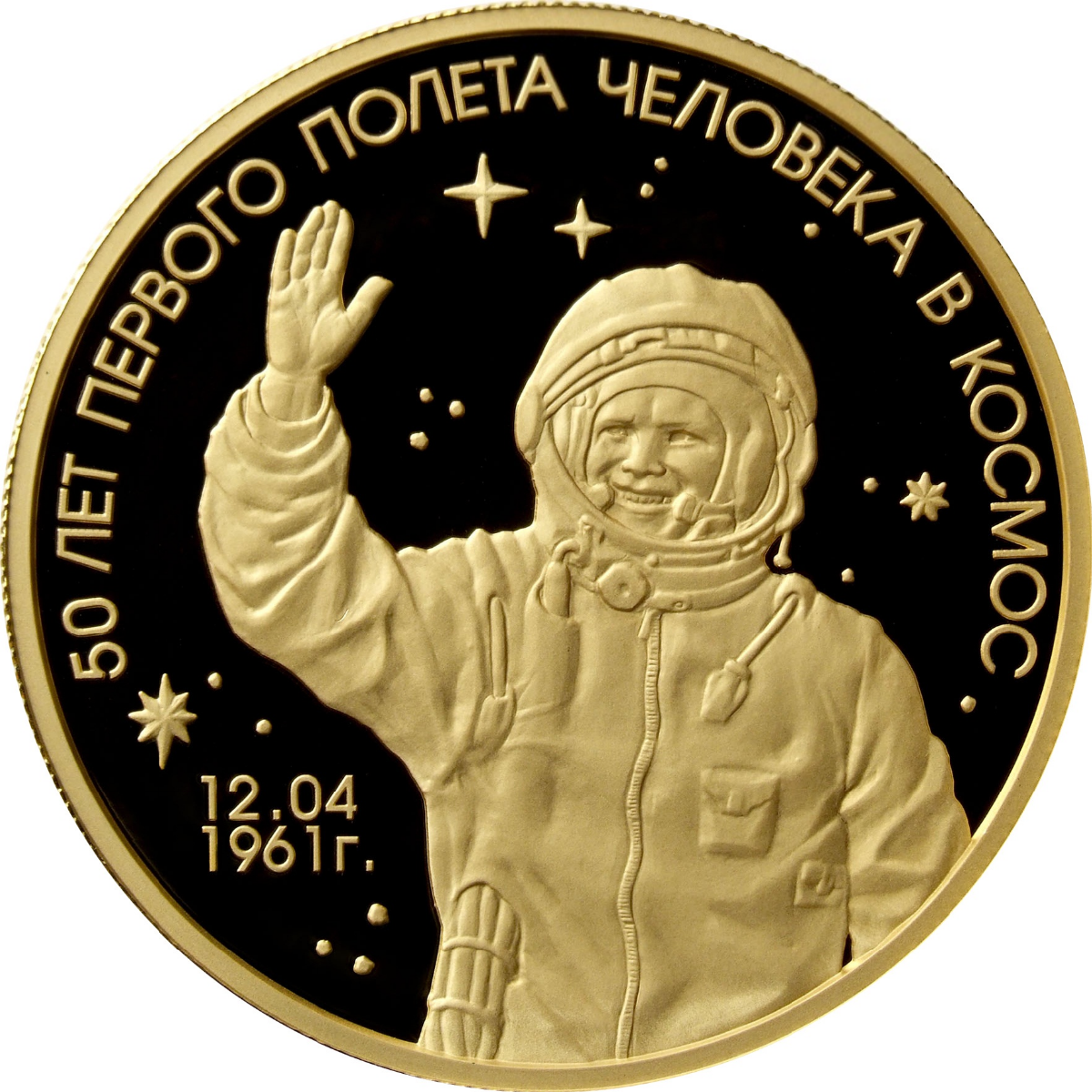
Moneta d'oro commemorativa emessa dalla Banca di Russia, con un valore nominale di 1000 rubli, coniata per il 50 ° anniversario del primo volo spaziale umano, 2001
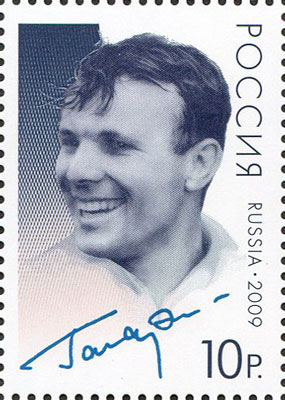
Francobollo per il 75 ° anniversario della nascita di Jurij Alekseevič Gagarin con una foto inedita, Russia, 2009
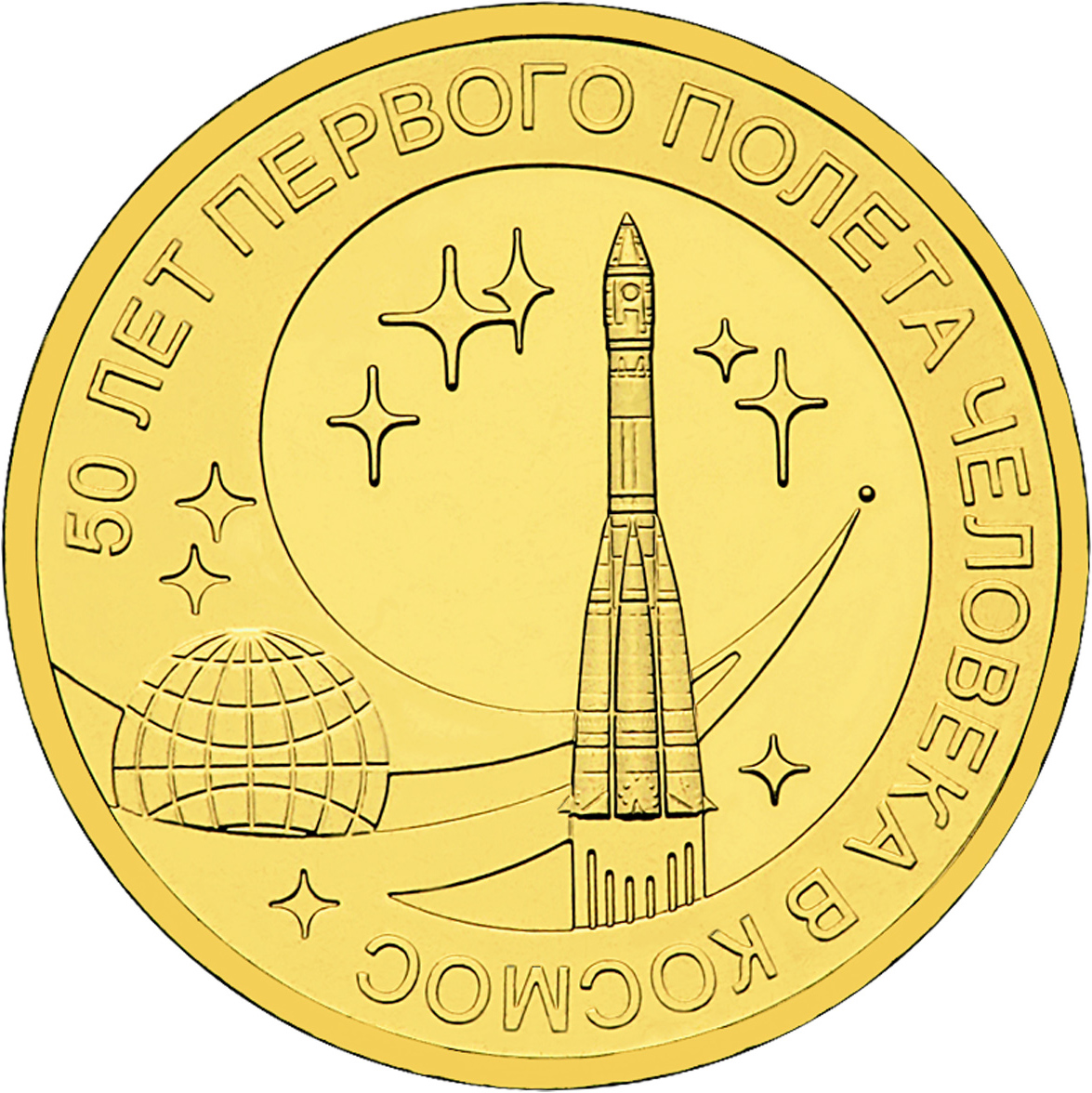
"50 anni del primo volo spaziale umano", Russia, 2011
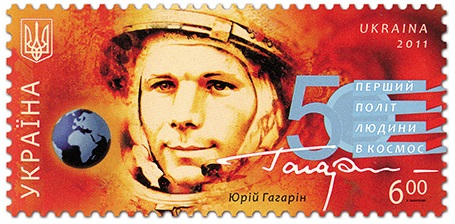
Francobollo dell'Ucraina, 2011
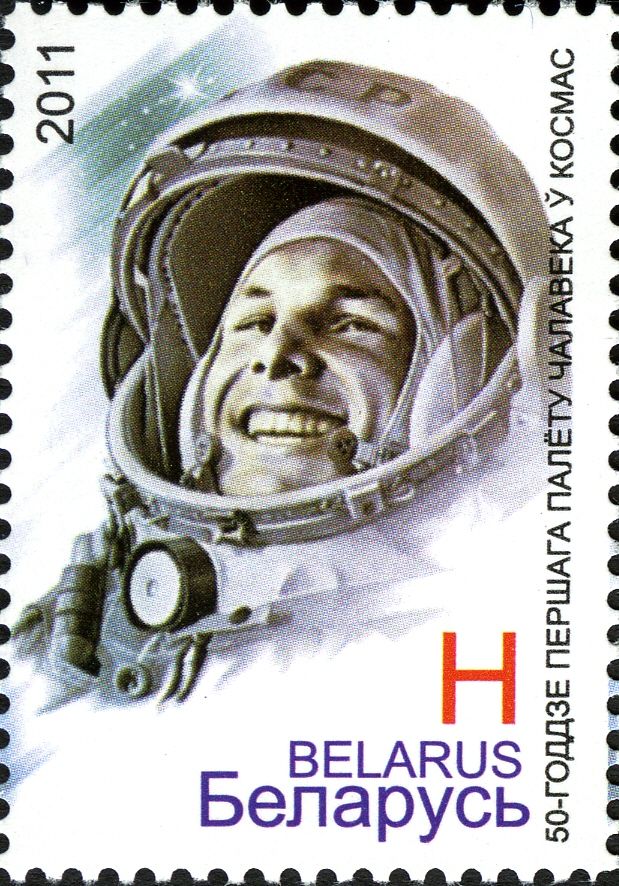
Francobollo della Bielorussia, 2011